# Šalvěj
Šalvěj (Salvia) je rod aromatických bylin, polokeřů či keřů z čeledi hluchavkovitých. Se zhruba 1000 druhy je nejpočetnějším rodem čeledi. Fylogenetické studie první a druhé dekády 21. století ukázaly, že v tradičním pojetí rod není monofyletický a je třeba do něho zařadit i několik dalších menších rodů, mimo jiné rozmarýn nebo perovskie. Listy a stonky šalvějí jsou hranaté a obvykle pokryté trichomy. Květy jsou oboupohlavné nebo funkčně samičí, v lichopřeslenech uspořádaných dále do hroznovitých, latovitých či vrcholičnatých květenství. Kališní i korunní lístky jsou srostlé, koruna obvykle formuje výrazný dvoupyskatý tvar. Ze čtyř tyčinek jsou vždy dvě plodné a dvě jalové (sterilní), blizna je dvouklaná, na daleko sahající čnělce. U velké části druhů je vyvinut zajímavý pákový mechanismus tyčinek sloužící k poprášení opylovače pylem. Opylování se děje pomocí hmyzu či ptactva, například některých kolibříků. Plodem jsou tvrdky.
Nejbližší společný předek všech šalvějí existoval patrně v první polovině třetihor, konkrétně v raném oligocénu (zhruba před 30 miliony let), hlavní taxonomické i geografické diverzifikace v rámci rodu probíhaly v období oligocénu a miocénu. Vývojovým centrem rodu je pravděpodobně oblast Středomoří a jihozápadní až Střední Asie. V současné době jsou šalvěje kosmopolitně rozšířeny, nejvíce druhů roste v Mexiku, ve Střední a Jižní Americe, ve Středomoří a ve východní Asii. Většinou vyžadují teplá a slunečná otevřená stanoviště s dobře propustnými, spíše vysychavými a na živiny chudšími bazickými půdami, jen málo druhů roste v lesním stínu a vlhku. V české květeně se vyskytuje šest původních druhů a jeden spontánní kříženec, některé pěstované druhy zde příležitostně zplaňují.
Pro vysoký obsah účinných látek, především aromatických éterických olejů, je řada druhů po staletí využívána různými kulturami v léčitelství, kosmetice a gastronomii. Celosvětově oblíbené jsou šalvěje jako okrasné rostliny, atraktivní především vzhledem barevných květů či listů a širokou škálou zahradnického využití. Patří též k medonosným rostlinám, které lákají množství opylovačů. Výživná semena šalvěje hispánské nebo kalifornské jsou známa jako chia, šalvěj divotvorná je známou psychoaktivní rostlinou. Řada druhů byla využívána v domorodých kulturách ke spirituálním účelům jako vykuřovadla a podobně.

## Etymologie
Jméno rodu Salvia bylo spolu s 28 tehdy známými druhy publikováno v roce 1753 v Linného díle Species Plantarum. Pochází z latinského slova salvare, což znamená léčit. Upozorňuje na léčivou moc šalvěje, která byla známa již od starověku. Tento základ přešel i do českého výrazu šalvěj, a to prostřednictvím staroněmeckého Salveie, resp. Salbeie. Z téhož latinského základu, ovšem přes starofrancouzské sauge, je odvozen i anglický výraz pro šalvěj, sage.

## Systematika

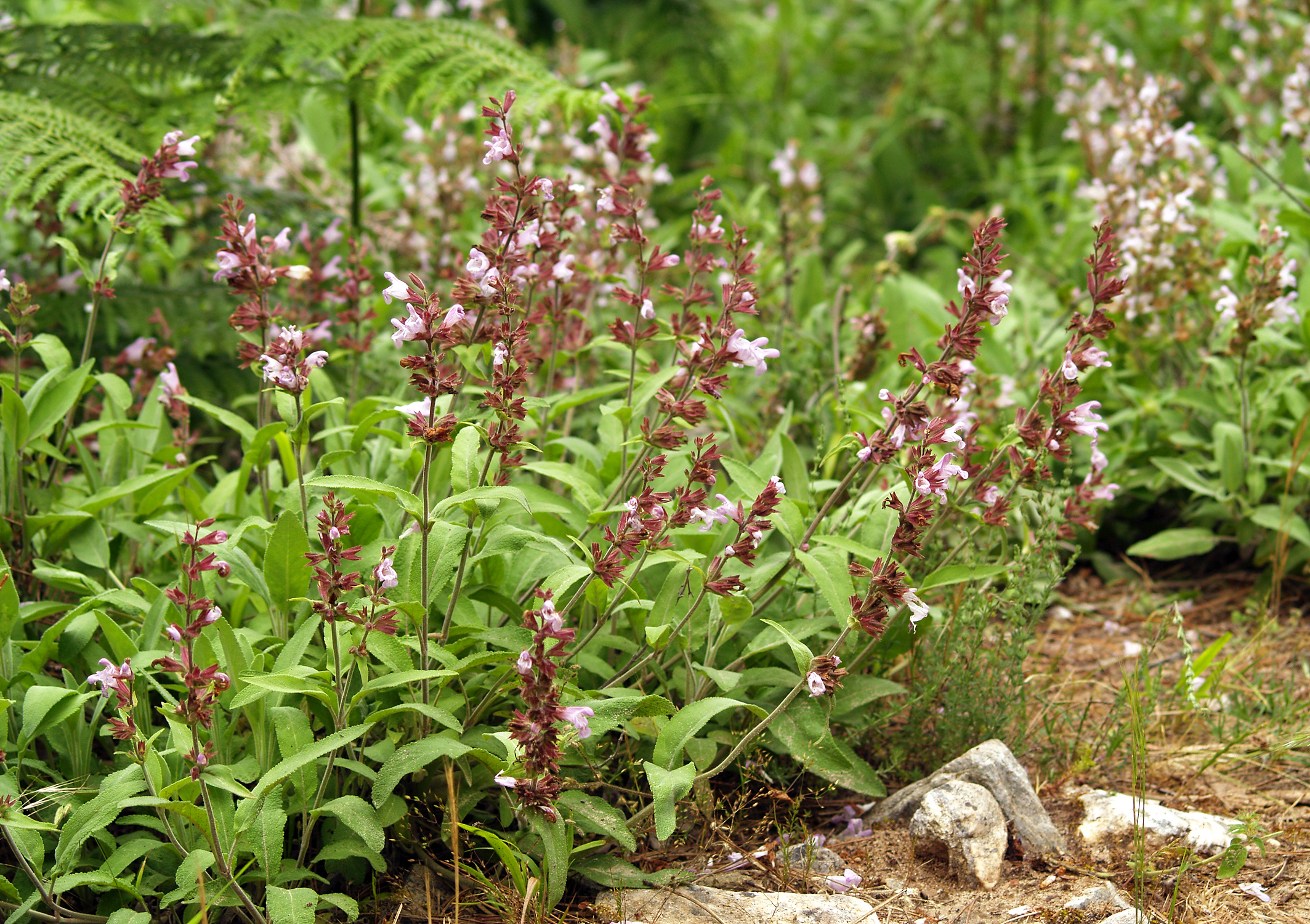
Typický habitus šalvěje lékařské

V čeledi hluchavkovitých (Lamiaceae) patří rod šalvěj do její nejrozsáhlejší podčeledi Nepetoideae, bohaté na množství oblíbených aromatických a léčivých bylin. V ní dále spadá do tribu Menthae a subtribu Salviinae, v němž se nachází společně s meduňkou (Melissa) a americkým rodem Lepechinia. Udávaný počet jeho druhů se v průběhu doby značně proměňoval vzhledem k množství variant a poddruhů, kterým byla mnohdy dávána samostatná druhová jména. U různých autorů se jejich počet blížil až dvěma tisícům, postupně byl zredukován na méně než jeden tisíc. Gabriel Alziar v Catalogue synonymique des 'Salvia' du monde (1989) uvádí na 700 taxonů šalvějí, databáze Plants of the World 1011 druhů. Lektotypem rodu je šalvěj lékařská (Salvia officinalis). Počet chromozómů se liší podle jednotlivých vývojových větví a může nabývat hodnot 2n = 16, 22, 28, 30, 32 nebo 64; vyskytuje se i mnoho polyploidních druhů. Jednotlivé druhy se mezi sebou též poměrně snadno kříží.

Na dlouhou dobu respektované systematické pojetí rodu vytvořil ve 30. a 40. letech 19. století George Bentham, který rozdělil nejprve 266 tehdy známých druhů do 14 sekcí a v upravené podobě později již 406 druhů do 12 sekcí a 4 podrodů podle morfologie květů, především tyčinek. Podrody Salvia (obsahující tři sekce) a Sclarea (taktéž tři sekce) zahrnovaly v jeho pojetí výhradně šalvěje Starého světa, podrod Calosphace (jediná sekce) americké šalvěje a podrod Leonia (pět sekcí) měl kosmopolitní rozšíření. Z této Benthamovy klasifikace pak s většími či menšími obměnami vycházely i morfologicky založené systematické popisy rodu od dalších autorů.

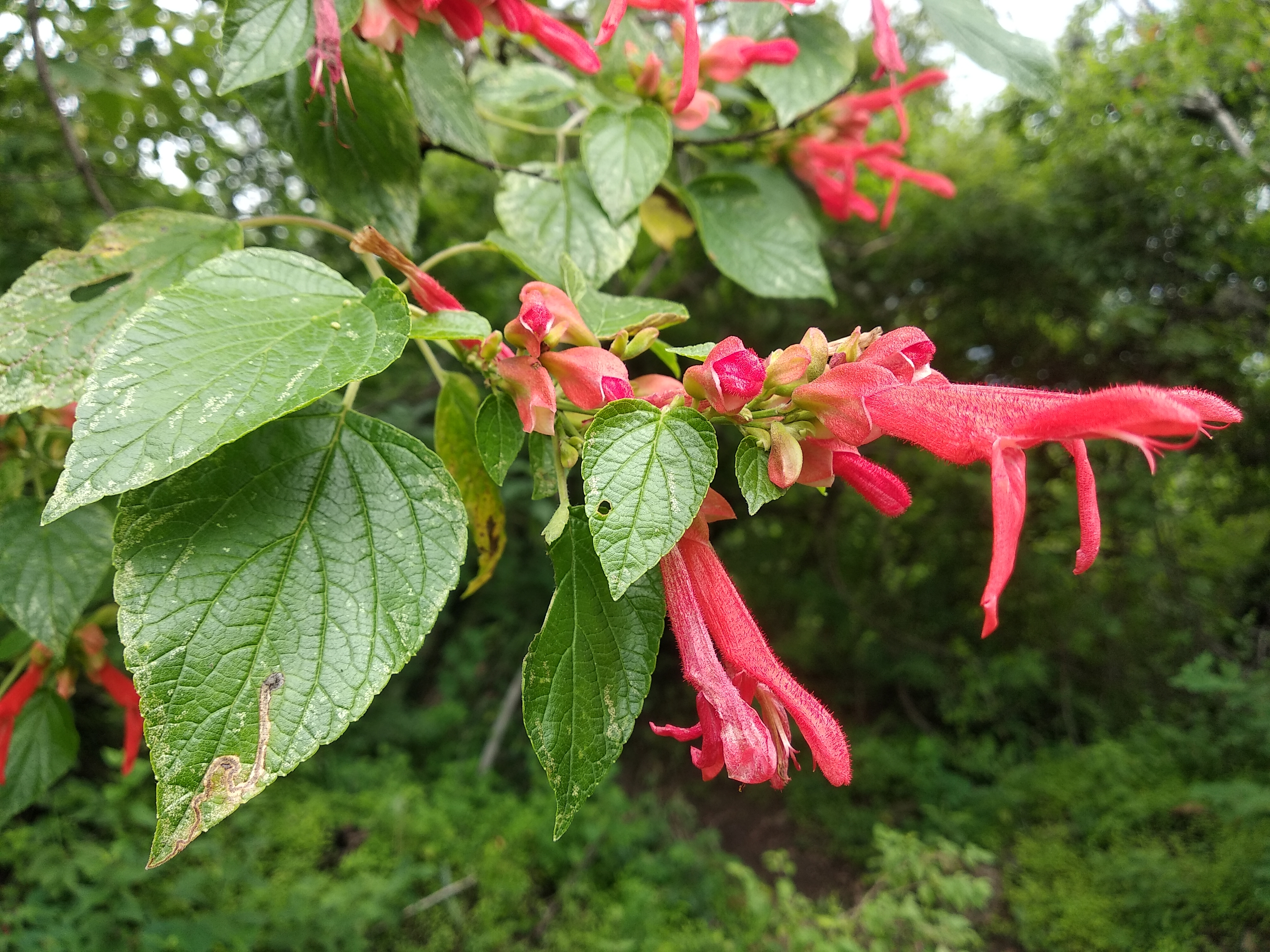
Mohutná keřovitá Salvia sessei rostoucí v Mexiku

Fylogenetické průzkumy konce 20. a počátku 21. století však ukázaly, že rod v dosavadním smyslu není monofyletický, ale polyfyletický; skládá se ze čtyř poměrně dobře molekulárně i geograficky vylišených vývojových větví (kladů), které v sobě obsahují i pět menších vnořených rodů Dorystaechas, Meriandra, Perovskia, Rosmarinus a Zhumeria s celkem 15 druhy. Pro zachování nomenklatury rodu Salvia v širokém pojetí (sensu lato) je tedy nutno do něho tyto dosavadní drobné rody přeřadit a pojímat je nově pouze na subgenerické úrovni. Alternativním přístupem by bylo zmíněné rody zachovat a stávající rod Salvia rozdělit do šesti nových, pro které byly navrženy názvy Glutinaria pro klad šalvěje lepkavé, Lasemia a Ramona pro americké šalvěje, Pleudia a Polakia pro afroarabské; stávající rodové jméno by nesla pouze vývojová větev zahrnující šalvěj lékařskou (cca 250 druhů). Tento přístup by však vyžadoval provedení více než 700 nomenklatorických změn a revizi všech souvisejících herbářových položek a znamenal by též komplikace pro širokou laickou veřejnost vzhledem k tomu, že šalvěj v tradičním smyslu je celosvětově oblíbená, hojně pěstovaná a obchodovaná rostlina. Široké pojetí rodu v odborných zdrojích převládlo a přes počáteční kontroverze postupně proniká i mimo botanické kruhy.

## Fylogeneze a evoluce

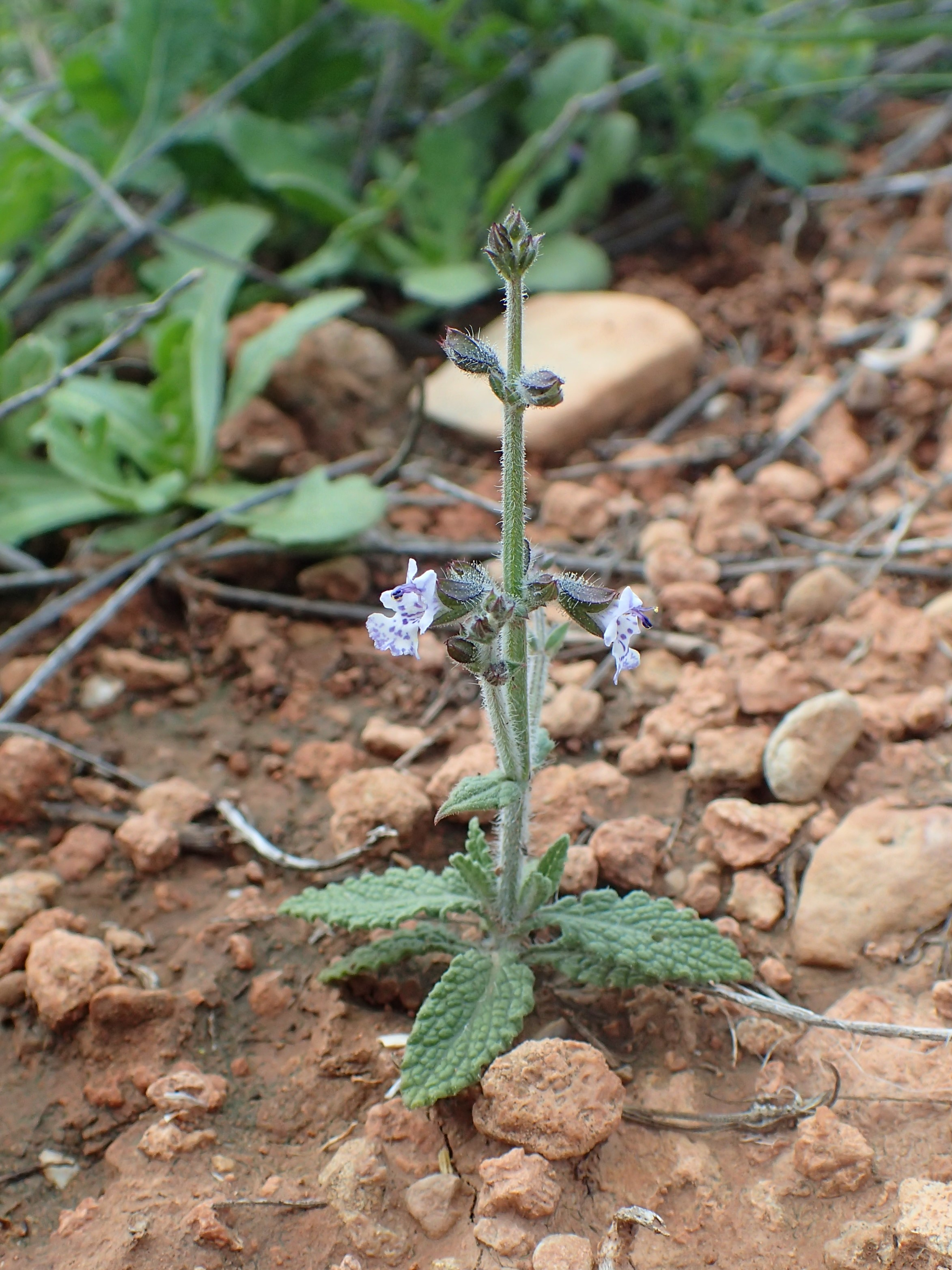
Šalvěj egyptská (Salvia aegyptiaca)

Na fylogenetické struktuře rodu ve čtyřech hlavních vývojových větvích panuje široká shoda; nomenklatura jednotlivých podrodů a jejich vnitřní struktura však dosud nebyla zcela dořešena.
- První fylogenetická větev obsahuje v bazální pozici bývalé rody perovskie a rozmarýn a dále několik kladů, které lze rozdělit do tří podrodů. Z nich podrod Salvia obsahuje převážně dřevnaté rostliny širšího Středomoří včetně typového druhu šalvěj lékařská (sekce Salvia), ale též východo- a jihoafrické šalvěje (sekce Hymenosphace); široký podrod Sclarea zahrnuje v několika sekcích převážně bylinné druhy Evropy (např. šalvěj muškátovou, etiopskou, luční či hajní) a šalvěje východu Spojených států (sekce Heterosphace, například šalvěj lyrovitá); a konečně v podrodu Leonia jsou klasifikovány morfologicky mírně odlišné evropské druhy sekce Hemisphace (mj. šalvěj přeslenitá).[11]
- Druhá větev zahrnuje bývalý rod Zhumeria a sekce Eremosphace a Notiosphace (mj. šalvěj egyptská), pro které byly navrženy názvy Pleudia a Polakia; jde vesměs o drobné polokeře a dřevnaté byliny adaptované na silně aridní klima v severní Africe, na Arabském poloostrově a v jihozápadní a centrální Asii.[11][12]
- Třetí fylogenetickou větví jsou někdejší rody Dorystaechas a Meriandra a dále americké šalvěje v podrodech Audibertia (zhruba 20 silně aromatických, převážně keřovitých druhů v Kalifornii a přilehlém okolí, např. šalvěj bílá či černá) a Calosphace (s více než 550 druhy nejpočetnější skupina rodu, rozšířená od Kalifornie a Texasu po Argentinu, nejvíce v Mexiku).[11][13]
- Čtvrtá větev, klasifikovaná nově jako podrod Glutinaria, má těžiště výskytu ve východní Asii a kromě zhruba stovky těchto výhradně bylinných druhů obsahuje též evropskou šalvěj lepkavou a druh Salvia plebeia s širokým areálem.[5][8]

Nejbližší společný předek všech šalvějí existoval patrně v raném oligocénu (zhruba před 30 miliony let), hlavní taxonomické i geografické diverzifikace v rámci rodu probíhaly v období středního a pozdního oligocénu a v miocénu. Vývojovým centrem rodu je pravděpodobně oblast Středomoří a jihozápadní Asie. Odtud se jeho zástupci šířili jednak horami východní Afriky na jih kontinentu a na Madagaskar, jednak předpokládanou severoatlantickou cestou až na východ Severní Ameriky. Velké diverzity rod dosáhl také cestou směrem na východ do východní Asie a dále přes Beringovu šíji na západ Severní Ameriky a dále na jih; mimořádná druhová pestrost šalvějí (podrod Calosphace) v této oblasti je výsledkem novodobé, převážně čtvrtohorní bouřlivé speciace související pravděpodobně s aridizací klimatu.

## Rozšíření

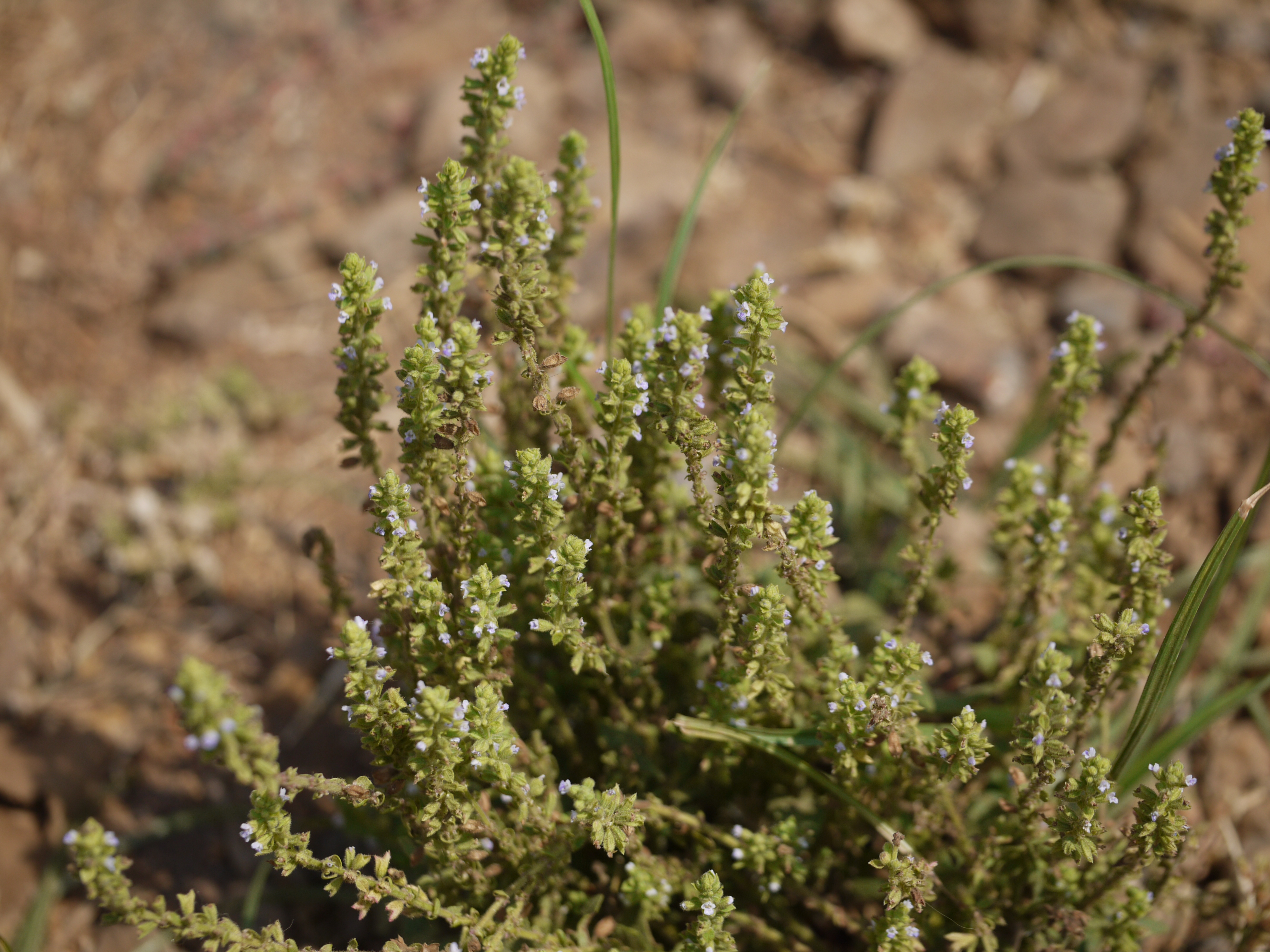
Salvia plebeia je druh šalvěje s největším areálem a jediný, který přirozeně roste v Austrálii

Šalvěje v současnosti patří mezi rostliny s kosmopolitním rozšířením. Rostou v tropických, subtropických i mírných oblastech Starého i Nového světa. Největší druhové početnosti dosahuje rod v oblasti od jižní Kalifornie a Mexika přes Střední po severozápad Jižní Ameriky (více než 550 druhů), dále v eurasijské oblasti od Středomoří po Střední Asii (250 druhů v několika podrodech a sekcích), na východě Asie (Čína, Korea, Japonsko, asi 100 druhů), na jihu Brazílie a v Argentině (60 druhů) a v jižní a jihovýchodní Africe včetně Madagaskaru (30 druhů). Menší množství druhů obývá střed a východ Spojených států amerických, mírné klimatické oblasti západní, střední a východní Evropy, severovýchodní Afriku a Arabský poloostrov. Jen málo druhů zasahuje svým areálem na Indický subkontinent a jediný (Salvia plebeia) okrajově až na území Austrálie. Šalvěje zcela chybí v oblastech nížinných tropických pralesů (Amazonie, Konžská pánev, ostrovy Indonésie), v Patagonii, stejně jako v chladných arktických podmínkách východní Sibiře a subarktické Ameriky či v alpínských stupních hor; výskyt v Kanadě, ve Skandinávii nebo na Novém Zélandu a Nové Guineji je pouze druhotný.
V české květeně se vyskytuje šest původních druhů a jeden spontánní kříženec (viz taxobox), z toho šalvěj přeslenitá je někdy považována za zdomácnělý archeofyt. Většina druhů roste v termofytiku, některé též v přilehlých oblastech teplejšího mezofytika. Šalvěj lepkavá převažuje v mezofilních lesích karpatské části republiky a v oblastech s fytogeografickým vlivem Alp, šalvěj etiopská roste recentně pouze v Pavlovských vrších a je chráněna zákonem jako kriticky ohrožený druh v kategorii C1t. Nejasným případem v Červeném seznamu je šalvěj rakouská, jež rostla na stepních stráních a pastvinách jihomoravských úvalů; ještě na konci 20. století byly ojedinělé, zřejmě však druhotné nálezy udávány z okolí Újezdu u Brna, posléze byla prohlášena za vyhynulou. V roce 2013 byla nalezena na Znojemsku. Z nepůvodních druhů byly v české přírodě nalezeny například šalvěj hispánská, lékařská nebo muškátová.

## Ekologie

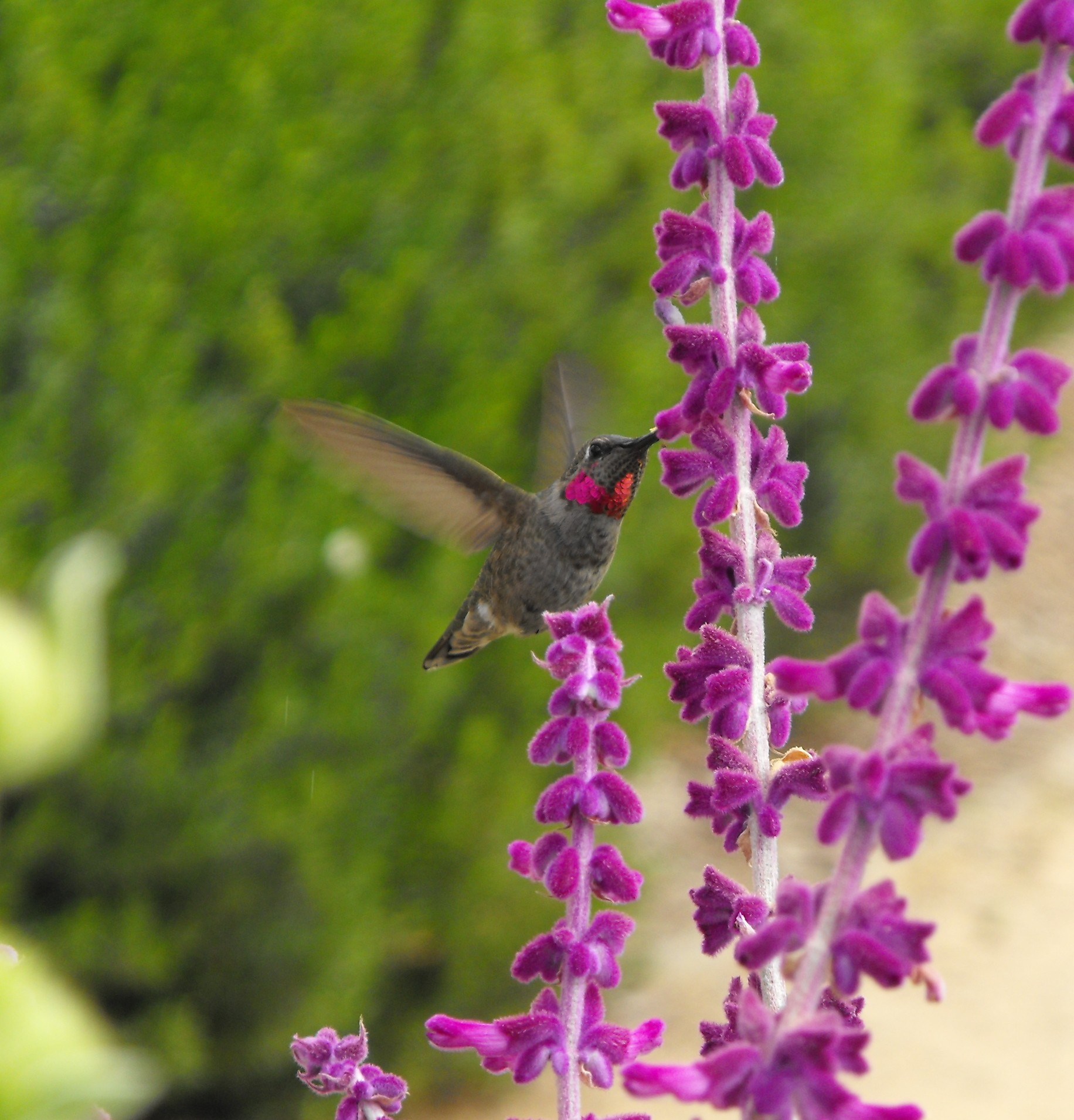
Kolibřík sající nektar šalvěje bělokvěté (Salvia leucantha)

Většina šalvějí vyžaduje teplá a dostatečně osluněná stanoviště s dobře propustnými a na živiny spíše chudšími půdami, které mají zásaditou nebo nanejvýš jen mírně kyselou reakci. Typické biotopy, v nichž rostou, lze rozdělit do několika okruhů. Jednak jsou to otevřená stanoviště zahrnující suché stepní a lesostepní trávníky, výslunné kamenité stráně a meze, pastviny (dobytek aromatickou šalvěj zpravidla nespásá) a úhory, jednak sušší světlé lesy (například dubové nebo borové) a lesní lemy. Mnoho druhů vyrůstá v suchých a nízkých křovinách, jakými jsou například středomořská garrigue, jihoafrický fynbos nebo kalifornský chaparral; zdejší druhy jsou někdy adaptovány na časté požáry, po kterých snadno a bohatě obrážejí. Některé druhy lze najít v polopouštích Asie a Afriky, kde jsou dobře adaptovány na nedostatek vláhy, jiné s oblibou osidlují též místa narušená lidskou činností, okraje cest a podobně. Jen menší část druhů naopak preferuje vlhčí a bohatší půdy a lesní stín; takové mohou vyrůstat v podrostu mezofilních či horských lesů nebo na místech okolo vodních toků.
Květy jsou opylovány blanokřídlým hmyzem (včelami nebo čmeláky) nebo i ptáky (například v Jižní a Střední Americe kolibříky), listy slouží jako potrava řadě druhů hmyzu, například larvám některých pernatušek. Některé druhy středomořských šalvějí (např. Salvia pomifera nebo Salvia fruticosa) jsou hostiteli vosiček vytvářejících jedlé, jablkům podobné hálky na rostlinných orgánech. Z rostlinných parazitů se na šalvěje specializují některé druhy záraz (Orobanche sp.). Produkce aromatických éterických olejů v pletivech mnoha druhů šalvějí působí alelopaticky, jako inhibitor klíčení semen konkurenčních rostlin na stanovišti. Kromě převládajícího pohlavního rozmnožování se některé polokeřovité a keřovité druhy mohou šířit i vegetativně, zakořeňováním převislých větví (hřížením).

## Popis

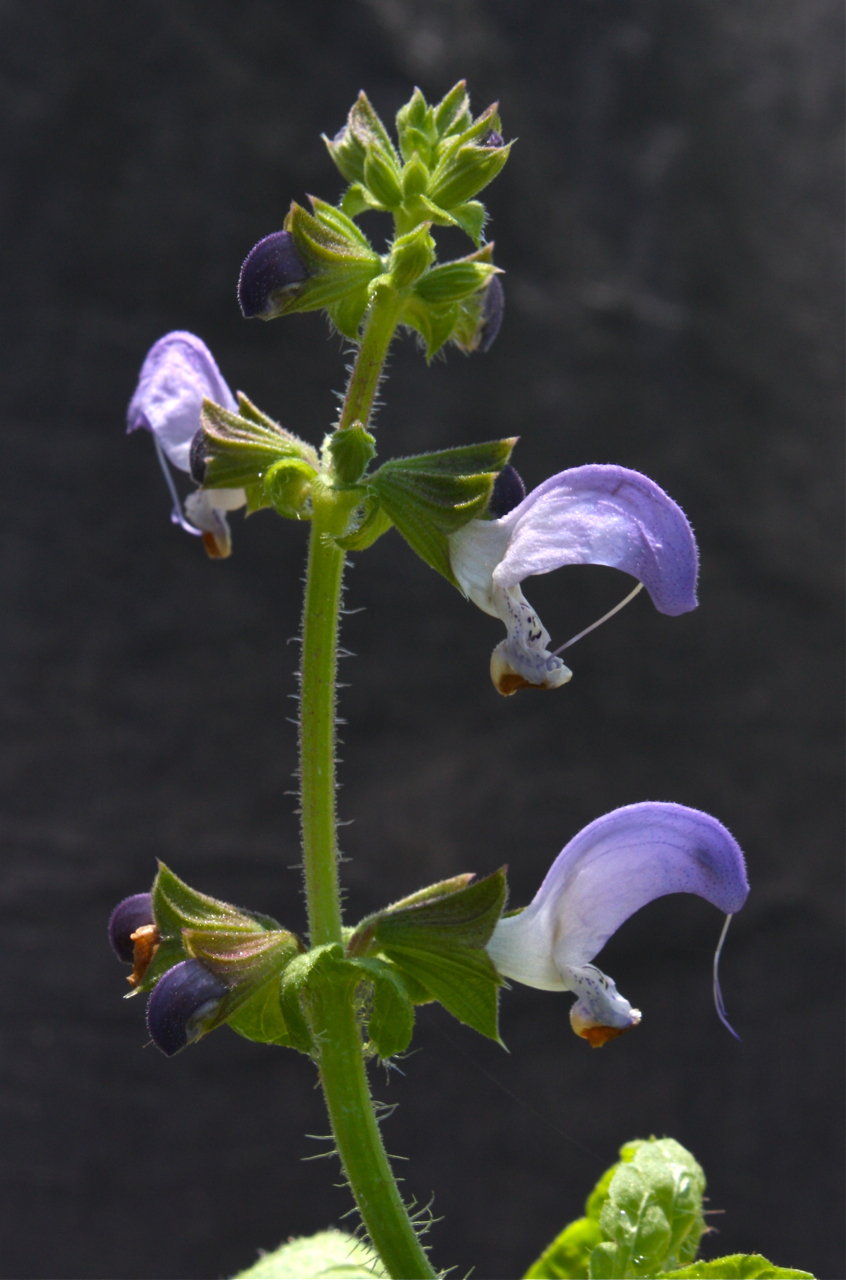
Pyskatá koruna a cípatý kalich šalvěje alžírské, vidět jsou též výrazné trichomy na lodyze

### Vegetativní orgány
Šalvěj je široký rod s velkou diverzitou růstových forem. Obvykle jsou to vytrvalé byliny, polokeře či keře, zřídka ale též jednoletky nebo dvouletky; některé jihoamerické druhy jsou opíravé liány. Mnohé druhy jsou silně aromatické. Vzrůst je značně variabilní: například šalvěj egyptská (Salvia aegyptiaca) je drobný polopouštní polokeřík bochánkovitého habitu, který dorůstá i méně než 10 cm, naopak keřovité druhy z Mexika mohou dosáhnout výšky až 3 metry, popínavé formy i 6 metrů. Lodyha je obvykle přímá nebo vystoupavá, větvená, na průřezu čtyřhranná, u vytrvalých bylinných druhů na bázi někdy dřevnatí, stejně jako oddenek. Na nadzemních částech rostlin (listy, stonek) jsou časté jednoduché a/nebo žláznaté chlupy (trichomy). Vstřícně uspořádané listy jsou zpravidla rozděleny na kratší či delší řapík a listovou čepel, někdy ale mohou být listy i přisedlé, zvláště v horních částech lodyhy. Listy jsou většinou křižmostojné, se zpeřenou žilnatinou, celokrajné nebo s okrajem zubatým či vykrajovaným. Jsou obvykle jednoduché, někdy hluboce laločnaté až peřenodílné, u několika druhů ale i zpeřeně dělené, v kalifornské sekci Echinosphace pichlavě trnité. Mnohdy jsou až vlnatě chlupaté, pouze zřídka zcela lysé. U některých bylinných druhů tvoří přízemní růžici. Palisty nejsou vyvinuty. Některé keřovité druhy jsou opadavé.

### Generativní orgány
Květy jsou oboupohlavné, někdy se zakrnělými, sterilními tyčinkami (a tedy funkčně samičí). Umístěny jsou buď jednotlivě, nebo (většinou) v chudých či bohatých lichopřeslenech, uspořádaných dále do hroznovitých, klasovitých nebo latovitých květenství. Jejich podpůrné listeny jsou opadavé nebo vytrvalé, zpravidla velmi odlišné od lodyžních listů a mohou být u některých druhů barevně velmi dekorativní. Listence jsou obvykle drobné až stěží rozpoznatelné, stejně tak stopky květů.

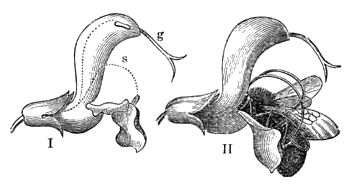
Ilustrace pákového mechanismu květů šalvěje: I – normální poloha tyčinek (g), II – poloha při návštěvě opylovače

Co do tvaru jsou květy souměrné (zygomorfní), pětičetné. Trubkovitý či zvonkovitý kalich je rozeklaný do dvou laloků, horní je dvoj- nebo trojčetně uspořádaný, spodní má dva zuby. Koruna se skládá z pěti srostlých korunních lístků a má pro hluchavkovité typickou dvoupyskatou strukturu, která nabývá různých tvarových variací, ale s horním pyskem obvykle výrazně větším než spodním. Délka korunní trubky je výsledkem koevoluce s opylovači: u druhů opylovaných kolibříky je dlouhá, u entomogamních druhů tvoří spodní pysk jakousi přistávací plochu, často též s barevnými značkami, které slouží pro navedení opylovače do správné polohy k nektaru. Barva květů se pohybuje v odstínech bílé, červené či žluté nebo od růžové po fialovou až čistě modrou; nejtmavší, černofialové květy má jihoamerická Salvia discolor.
Ze čtyř tyčinek jsou dvě spodní přeměněny na jalová staminoidia, což je apomorfie charakteristická pro celý rod. Tato staminodia často slouží jako pákový mechanismus k poprášení hmyzího opylovače pylem z vrchních fertilních tyčinek. Zajímavostí je, že tento v rámci celé čeledi unikátní jev se u příslušníků rodu vyvinul nezávisle na sobě ve třech vývojových větvích a nabývá značné morfologické diverzity; chybí u sekcí Audibertia a Eremosphace a také u dřívějších samostatných malých rodů. Tyčinky dozrávají zpravidla dříve než samičí orgány (protandrie). Čnělka pestíku je niťovitá a vystupuje obvykle daleko z květu, takže opylovač poprášený pylem o ni při příletu zavadí a opylí ji. Blizna je rozeklaná do dvou ramen. Semeník je svrchní, srostlý ze dvou plodolistů, na jeho bázi se nachází nektariový disk. Plodem jsou tvrdky poltící se na čtyři hladké, lysé, kulovité či vejčité plůdky, které ve vlhku často slizovatí.

## Obsažené látky
Šalvěje obsahují značné množství látek, z nichž nejdůležitější jsou silice, třísloviny, fenolické látky a flavonoidy. Trichomy a žlázy produkují éterické oleje, v nichž bylo nalezeno až 60 komponentů, a to více v listech než v květech. Z nich převažují monoterpeny (thujon, kafr, salviol, cineol, borneol, limonen, alfa- a beta-pinen, geraniol, linalool) a seskviterpeny (karyofylen, humulen, salven, viridifol). Dále jsou zde triterpenové kyseliny oleanolová a ursolová a další diterpenické a triterpenické látky (sclareol v šalvěji muškátové, kamfen, antisepticky působící karnozol a řada dalších). Šalvěj divotvorná obsahuje halucinogenní diterpen salvinorin A a pro tyto své vlastnosti byla středoamerickými Indiány využívána k rituálním účelům.
Dále se vyskytují flavonoidy (kvercetin, luteolin), hořčiny, třísloviny, fytoestrogeny a různé organické kyseliny (např. kyselina rozmarýnová, kyselina kávová). K použití se sbírají obvykle listy, méně často celá nať.

## Význam a využití

### Gastronomie

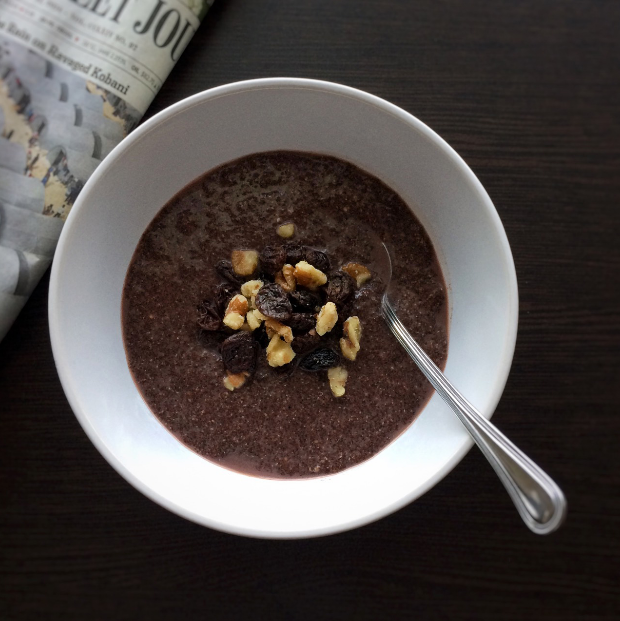
Pudink z chia semínek

Nejužívanější evropskou šalvějí je pravděpodobně šalvěj lékařská, známá jako léčivka a koření již od starověku, stejně jako rozmarýn lékařský. Její listy se využívají při vaření jako koření, především v  rámci středomořské kuchyně do omáček, ke grilovaným masům a rybám, případně ke zvěřině. Užívá se též jako dochucovadlo do sýrů, bylinkových másel nebo větrových bonbónů. Listy šalvěje ananasové (Salvia elegans) silně voní po ananasu a používají se na ochucování dezertů a aromatizaci vermutů, dezertních a sladkých vín, podobně jako šalvěj muškátová (Salvia sclarea).
Šalvěj hispánská a zhruba 18 dalších druhů vyskytujících se na jihozápadě USA a v Mexiku (mj. šalvěj kalifornská nebo Salvia reflexa) produkuje jedlá semena zvaná chia, která mají vysoký obsah bílkovin, vápníku, omega-3 mastných kyselin a α-linolenových kyselin (ALA) a také velký podíl rozpustné vlákniny. Drcená semena jsou ve Střední Americe spoku s fazolemi, kukuřicí či amarantem tradiční přísadou cereální mouky zvané „piñole“, užívané na výrobu kaší, tortil a jiného pečiva. Využití v moderní evropské kuchyni zahrnuje též výrobu koktejlů, pudinků, dezertů a podobně.
Šalvěje patří také mezi významné medonosné rostliny s vysokou produkcí nektaru. Jednodruhové medy jsou kromě šalvěje lékařské a dalších středomořských šalvějí produkovány například v Kalifornii z kulturních i přírodních porostů šalvěje bílé (Salvia apiana), šalvěje černé (Salvia mellifera) či šalvěje bělolisté (S. leucophylla). Šalvějový med je obvykle světle jantarové barvy (z šalvěje bělolisté ale tmavě hnědočervený), jemně aromatický s květinovou chutí a s vysokým obsahem sacharózy a fruktózy, proto pomalu krystalizuje. Obsahuje množství antioxidantů a je tradičně používán též k léčbě a prevenci chřipkových onemocnění.

### Léčitelství

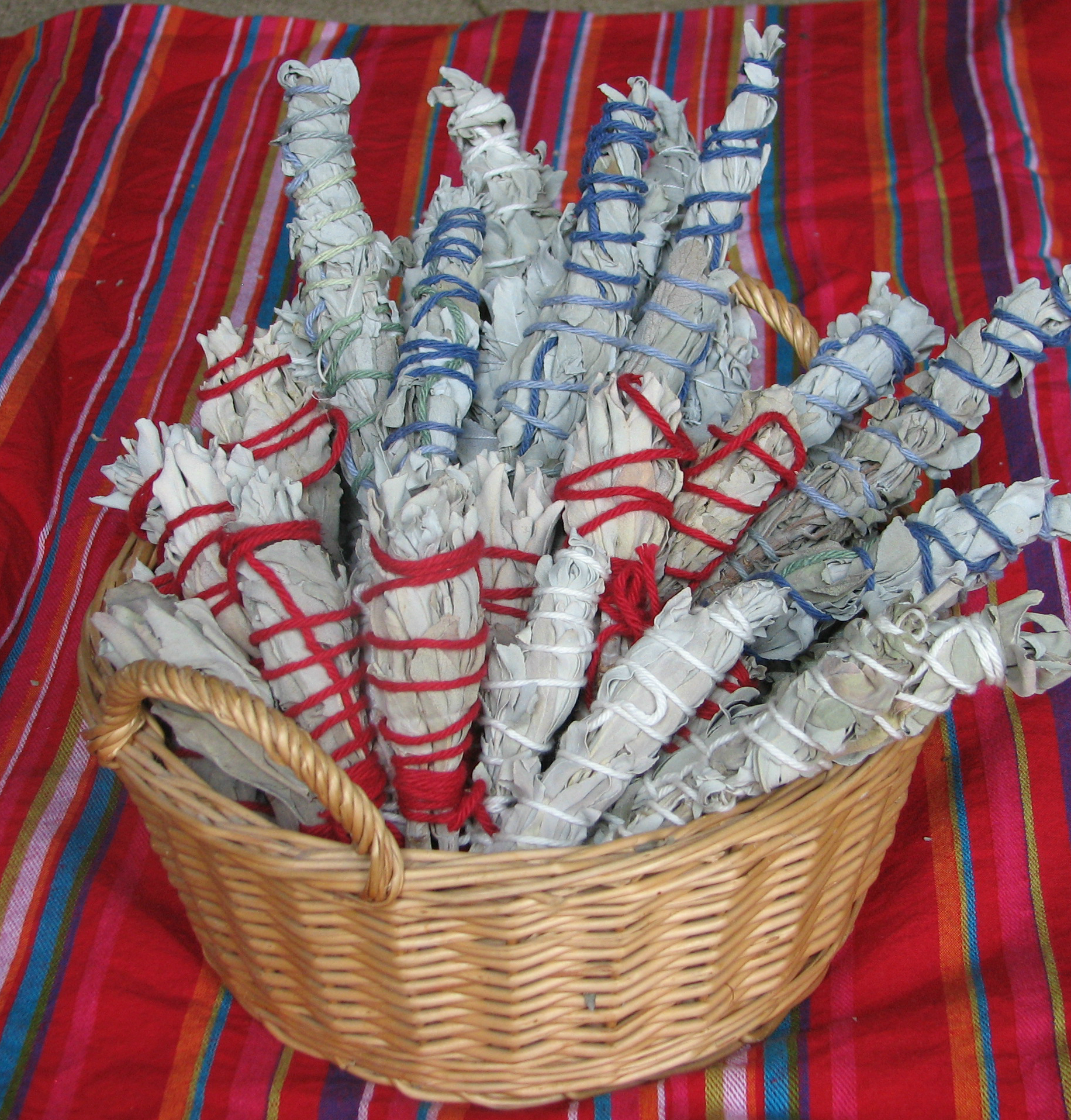
Vykuřovací svazky šalvěje bílé (Salvia apiana)

Léčivé druhy šalvějí (především šalvěj lékařská, muškátová, křovitá, rozmarýn nebo bílá) mají antiseptické, antioxidační, protikřečové a protimikrobiální účinky, jsou tedy užívány např. na bolesti v krku, angíny a různé záněty v podobě bylinného čaje nebo jako kloktadlo. Působí též jako karminativum proti špatnému zažívání, bolestem žaludku a břicha, proti nadměrné plynatosti, při chorobách žlučníku a jater, střevům dodává úlevu od bolesti (například po antibiotické terapii). Droga se užívá i zevně proti nadměrnému pocení, k čištění zubů a osvěžení dechu či jako adstringencium. Účinná je při hormonálních a klimakterických obtížích, pomáhá při nervovém vypětí a depresích, stimuluje imunitu. Ve větších dávkách může být toxická kvůli obsahu thujonu, nedoporučuje se též při kojení a těhotenství, neboť snižuje produkci mateřského mléka.
Šalvěj muškátová (Salvia sclarea) se používá při ošetřování kůže a je zdrojem tzv. muškátového oleje. Její éterický olej má stimulační účinky na centrální nervový systém, při vyšších dávkách působí euforicky. Jako bylinný všelék je v Mexiku užívána Salvia azurea a mnoho dalších druhů (viz níže). Z listů šalvěje levandulolisté (Salvia lavandulifolia) se připravuje povzbuzující odvar a výzkumy prokázaly její pozitivní efekt na paměťové funkce mozku.

### Spiritualita

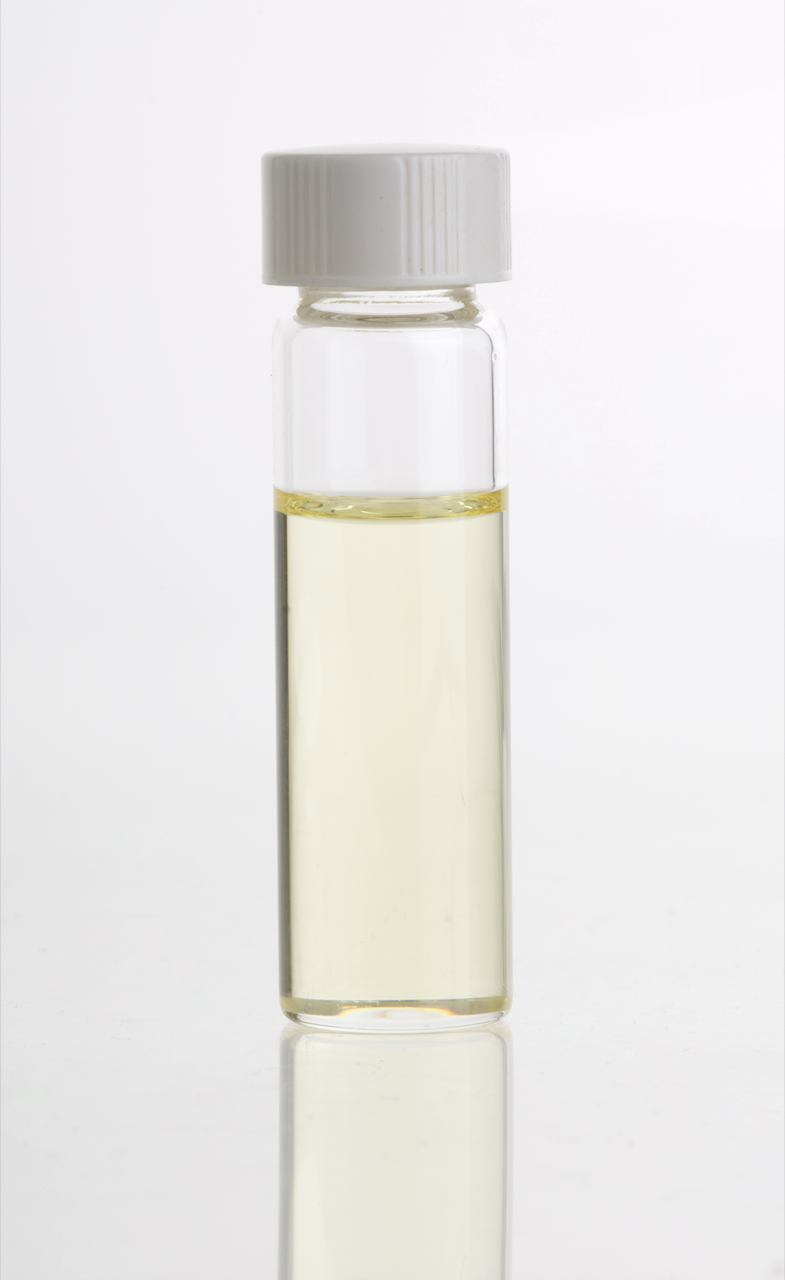
Destilovaná silice šalvěje muškátové

Dlouhou tradici má používání různých šalvějí v lidovém léčitelství především v Mexiku, Střední a Jižní Americe. Mnohé druhy, například šalvěj drobnolistá nebo šalvěj šarlatová, jsou zde využívány jak k běžné fytoterapii, tak i k tradičnímu magickému léčení prostřednictvím léčitelů zvaných curanderos; léčivé kúry zahrnují krom pití odvarů a žvýkání listů též vykuřování sušenými listy nebo symbolické očišťování metlami uvázanými ze sušených či čerstvých větévek. Jiné druhy, jako Salvia dombeyi, Salvia oppositiflora nebo Salvia purpurea, patřily k posvátným rostlinám Inků a příbuzných indiánských etnik již v předkolumbovských dobách a jejich kult byl posléze převeden i do křesťanských rituálů; červeně kvetoucí druhy šalvějí jsou například hojně používány k výzdobě při oslavách Pašijového týdne či Božího těla, kdy jejich květy symbolizují kapky Kristovy prolité krve. Šalvěj bílá a šalvěj bělolistá měly bohaté ceremoniální využití u původních národů v Kalifornii, především jako vykuřovadlo při rituálech očisty, obětování a požehnání. Součástí rituálních obřadů byla u indiánského kmene Mazatéků po tisíciletí šalvěj divotvorná, řečená též věštecká šalvěj (Salvia divinorum), kterou cíleně pěstovali pro její psychedelické účinky. Intoxikace byla způsobena žvýkáním listů (méně často kouřením). O psychedelických a spirituálních zkušenostech při užívání šalvěje divotvorné existuje i dlouhá řada moderní literatury.

### Aromaterapie a kosmetika
Esenciálních olejů mnoha druhů se využívá v aromaterapii a kosmetice. Šalvějová silice získávaná destilací suchých stonků šalvěje lékařské pomocí vodní páry má kořenitou, sladce bylinnou, kafrovou vůni a využívá se jako přísada pro pánskou kosmetiku a parfémy (včetně značek jako Chanel a Christian Dior), též do mýdel, zubních past a ústních vod, do osvěžovačů vzduchu a pot-pourri. Pleťová voda s šalvějí má ozdravné účinky na problematickou pleť, má stahující a dezinfekční schopnosti, pomáhá například při akné či lupech. Užívá se i k masážím. Podobné, avšak omezenější uplatnění má ostře kořenitě vonící silice šalvěje muškátové. Vůně éterického oleje působí antidepresivně až euforicky, snižuje krevní tlak a uvolňuje svalové či duševní napětí. V kosmetickém průmyslu se využívá také extrakt či olej ze semen šalvěje hispánské (chia), který díky obsahu nenasycených mastných kyselin zlepšuje hydrataci pleti a regeneruje problematickou pokožku a vlasy.

### Okrasné zahradnictví

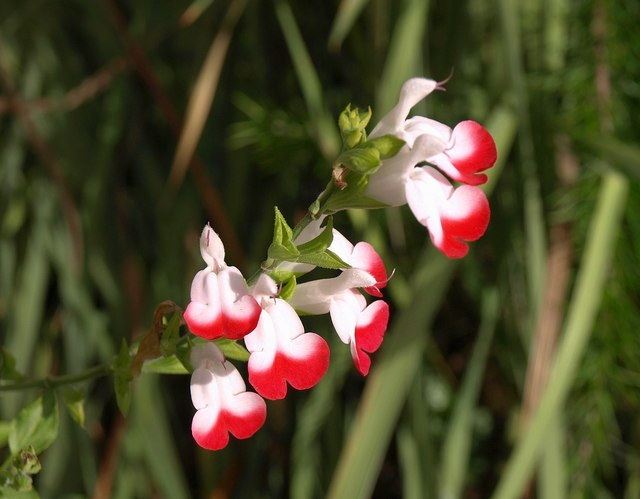
Salvia 'Hot Lips' – jeden z mnoha atraktivních kultivarů z okruhu šalvěje drobnolisté a Greggovy

Mnohé druhy a odrůdy jsou pro atraktivní vzhled listů a květů v celé škále barev používány k okrasným účelům. Byla vyšlechtěna řada okrasných kultivarů. Při šlechtění se uplatňují zejména blízce příbuzné a i v přírodě hybridizující druhy jako mexické šalvěje drobnolistá a Greggova a jejich kříženec Salvia ×jamensis (například atraktivní kultivary s dvoubarevnými květy jako 'Dyson´s Joy' nebo červenobílý 'Hot Lips') nebo evropské šalvěje hajní a luční a jejich kříženec Salvia ×sylvestris (modře kvetoucí kultivar 'Mainacht' nebo bílý 'Snow Hill').
Šalvěje se uplatňují v mnoha podobách: jako letničky a přenosné květináčové rostliny i jako zahradní trvalky; dobře se vyjímají v suchých mediteránních zahradách, na skalkách a v trvalkových kompozicích, mezofilnější druhy (například z východoasijského podrodu Glutinaria) i jako hajničky. Některé rozkladitěji rostoucí druhy lze pěstovat jako půdopokryvné rostliny, vzrůstnější keře tvarovat jako živý plot. Estetický účinek je u mnohých druhů ještě zesilován jejich silnou vůní a schopností lákat do zahrad opylující hmyz nebo ptactvo, což je zejména ku prospěchu v různých motýlích a přírodních zahradách. Šalvěje s vytrvalými barevnými listeny a nápadnými kalichy lze řezat do vázy nebo využívat do suchých vazeb.
Okrasné pěstování teplomilných, zejména mexických a středomořských šalvějí v oblastech mírného podnebného pásu je ovšem limitováno jejich schopností snášet zimní vlhkost, mráz a nedostatek slunečního svitu; většinou je však lze využít alespoň jako letničky. Takto se ve středoevropských podmínkách pěstuje například šalvěj zářivá (Salvia splendens) s nápadnými zářivě červenými, růžovými nebo fialovými květy, modře kvetoucí šalvěj pomoučená (S. farinacea, např. kultivar 'Indigo Spires') nebo šalvěj rozkladitá (S. patens) a řada kultivarů ze zmíněného komplexu microphylla/greggii. Přirozeně jednoletým druhem je šalvěj zahradní (S. viridis). Dvouletá, otužilá a značně aromatická je šalvěj muškátová, dorůstající značných rozměrů a atraktivní světle lilákovými květy s velkými krémově narůžovělými listeny. K oblíbeným vytrvalým šalvějím patří – v mnoha kultivarech – šalvěj lékařská (např. s panašovanými, zlatými nebo červeně zabarvenými listy), šalvěj hajní a luční, na teplo poněkud choulostivější šalvěj rozmarýna nebo vlhko vyžadující šalvěj slatinná (Salvia uliginosa). Poměrně častým keřem například v městských záhonech je šalvěj Yangova (Salvia yangii).

## Vybrané druhy

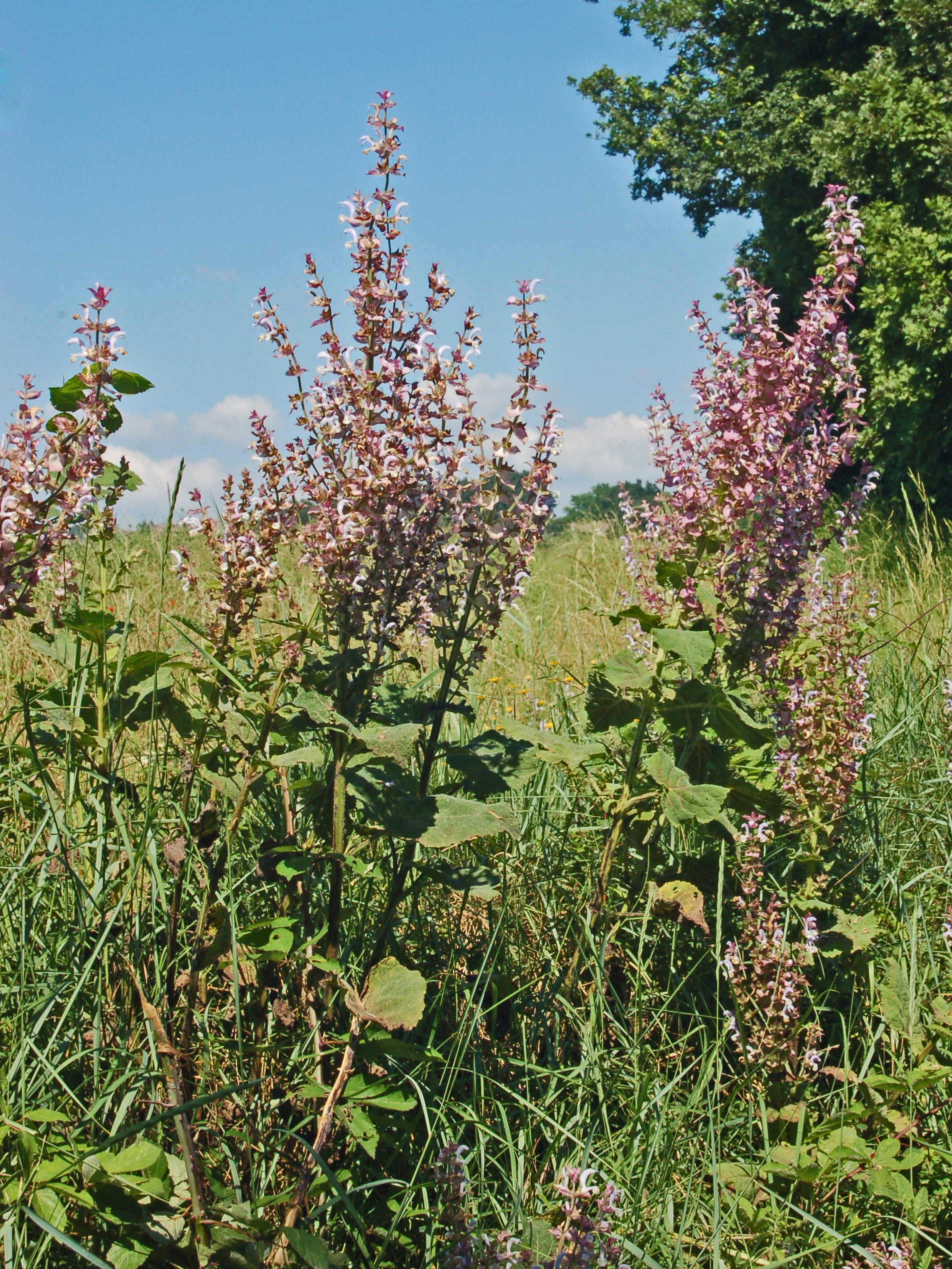
Volně rostoucí šalvěj muškátová

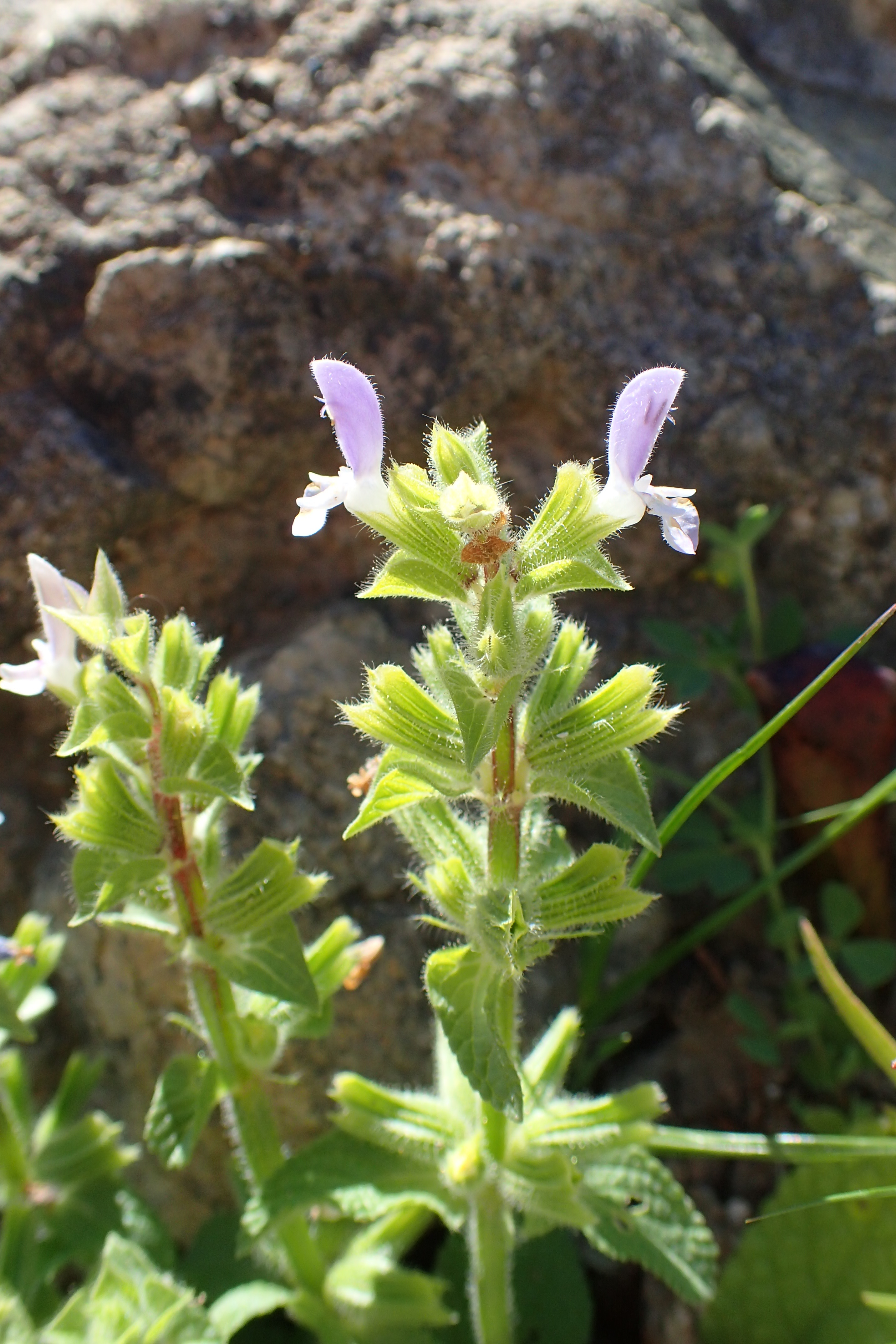
Planě rostoucí jednoletka šalvěj zahradní (Salvia viridis)

Vzhledem k obrovskému množství druhů přesahujícímu tisícovku nemůže být následující seznam ani zdaleka vyčerpávající. Uvedeny jsou některé vybrané druhy, s nimiž se můžeme setkat v českém prostředí, v botanických zahradách a literatuře. Pro kompletní soupis druhů viz externí odkaz na databázi botanické zahrady Kew, odkud pochází též údaje o rozšíření.

### Evropa, Afrika, Střední Asie
- Šalvěj dřevinkovitá (Salvia abrotanoides) – dříve řazena do rodu perovskie, Mongolsko a jihozápadní Asie
- Šalvěj egyptská (Salvia aegyptiaca) – drobný suchomilný polokeř, široký areál v severní Africe, na Arabském poloostrově a v Indii
- Šalvěj etiopská (Salvia aethiopis) – areál ve Středomoří, severní Africe a Střední Asii, na jižní Moravě (Pavlovské vrchy) nejsevernější hranice rozšíření
- Šalvěj hajní (Salvia nemorosa) – trvalka rostoucí v nejteplejších oblastech Moravy a Čech, areál od střední Evropy přes Balkán po Střední Asii; též pěstována jako okrasná rostlina[48]
- Šalvěj chladnomilná (Salvia frigida) – hory Turecka a Íránu
- Šalvěj jabloňolistá (Salvia pomifera) – stálezelený keř původní v jihovýchodní Evropě a Turecku; hálky vytvářené na listech vosami jsou sbírány a nakládané do cukru se v Řecku požívají jako delikatesa[49]
- Šalvěj Jurisicova (Salvia jurisicii) – kriticky ohrožený endemit Balkánského poloostrova s unikátními otočenými (resupinátními) květy a zpeřenými listy
- Šalvěj kanárská (Salvia cariensis) – endemit Kanárských ostrovů, kde roste v sukulentové buši a světlých borových lesích[50]
- Šalvěj křovitá (Salvia fruticosa, syn. Salvia triloba) – až 120 cm vysoký suchomilný keř rozšířený ve východním Středomoří, pěstován jako alternativa šalvěje lékařské a jako medonosná rostlina[51]
- Šalvěj lékařská (Salvia officinalis) – polokeř původní v jižní a jihovýchodní Evropě, pěstovaný i zplaňující po celém světě, prastará kulturní rostlina[52]
- Šalvěj lepkavá (Salvia glutinosa) – mohutná vytrvalá bylina vlhkých lesů, převážně v horách a říčních údolích střední a jižní Evropy, Balkánu a Kavkazu; trichomy na lodyze vylučují lepkavou, silně vonící pryskyřici[53]
- Šalvěj levandulolistá (Salvia lavandulifolia) – ve Španělsku rostoucí nízký keř je užíván podobně jako šalvěj lékařská[54]
- Šalvěj luční (Salvia pratensis) – nápadná luční vytrvalá bylina hojná zvláště v teplých oblastech, areál rozšíření v jižní, střední a východní Evropě a Malé Asii[55]
- Šalvěj muškátová (Salvia sclarea) – dvouletá nebo vytrvalá bylina pocházející ze Středomoří, jihozápadní a Střední Asie. Léčivé účinky porovnatelné se šalvějí lékařskou, široce využívané jsou její aromatické látky, pěstována též pro okrasu[56]
- Šalvěj nicí (Salvia nutans) – stepní a lesostepní oblasti východní Evropy, typicky dolů skloněná (nicí) květenství
- Šalvěj osténkatá (Salvia spinosa) – severní Afrika, Blízký východ a Střední Asie, ve 20. století nalezena zplanělá v Ostravě[15]
- Šalvěj přeslenitá (Salvia verticillata) – od Středomoří po Střední Asii, v ČR pravděpodobně zdomácnělý archeofyt; významná nektarodárná rostlina[57]
- Šalvěj rakouská (Salvia austriaca) – submediteránně-euroasijský duh, v ČR původně rostla v teplých jihomoravských úvalech
- Šalvěj rozmarýna (Salvia rosmarinus) – dříve rozmarýn lékařský; známý a oblíbený aromatický keř původem ze Středomoří
- Šalvěj sporýšová (Salvia verbenaca) – Makaronésie, Britské ostrovy, Středomoří, Malá Asie, Kavkaz
- Šalvěj stříbřitá (Salvia argentea) – Středomoří
- Šalvěj trsnatá (Salvia caespitosa) – drobný bochánkovitý polokeřík, Turecko
- Šalvěj Yangova (Salvia yangii) – dříve perovskie lebedolistá; Střední Asie, často pěstována pro okrasu jako tzv. „ruská šalvěj“[58]
- Šalvěj zahradní (Salvia viridis) – mediteránní jednoletka, hojně i v ČR pěstována jako okrasná pro dekorativní barevné listeny[59]
- Šalvěj zlatá (Salvia aurea, syn. S. africana-lutea) – mohutný keř původní v Kapské oblasti jižní Afriky
- Salvia dianthera (dříve Meriandra abyssinica) – východní Afrika, Arabský poloostrov, Indie
- Salvia majdae (dříve Zhumeria majdae) – hory Íránu
- Salvia dorystaechas (dříve Dorystaechas hastata) – endemit jihozápadního Turecka

### Východní Asie
- Šalvěj červenokořenná (Salvia miltiorrhiza) – světlomilná trvalka severovýchodní Číny, s dlouhou tradicí a komplexním využitím v čínské medicíně[60]
- Šalvěj japonská (Salvia nipponica) – menší, žlutě kvetoucí trvalka z východní Asie, pěstována pro okrasu v několika kultivarech
- Šalvěj Převalského (Salvia przewalskii) – bylina vlhčích lesů a křovin ve střední Číně

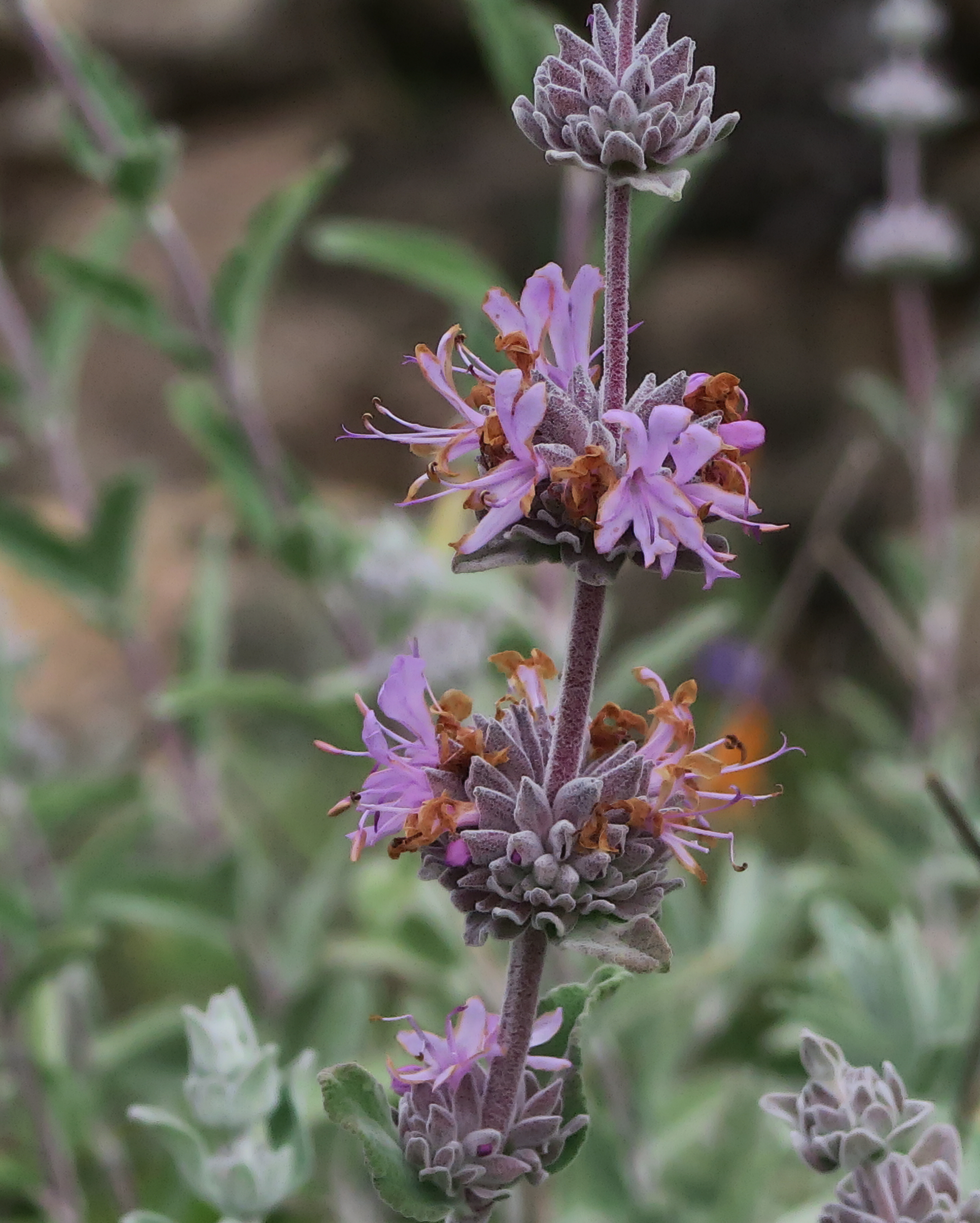
Šalvěj bělolistá (Salvia leucophylla)

### Amerika

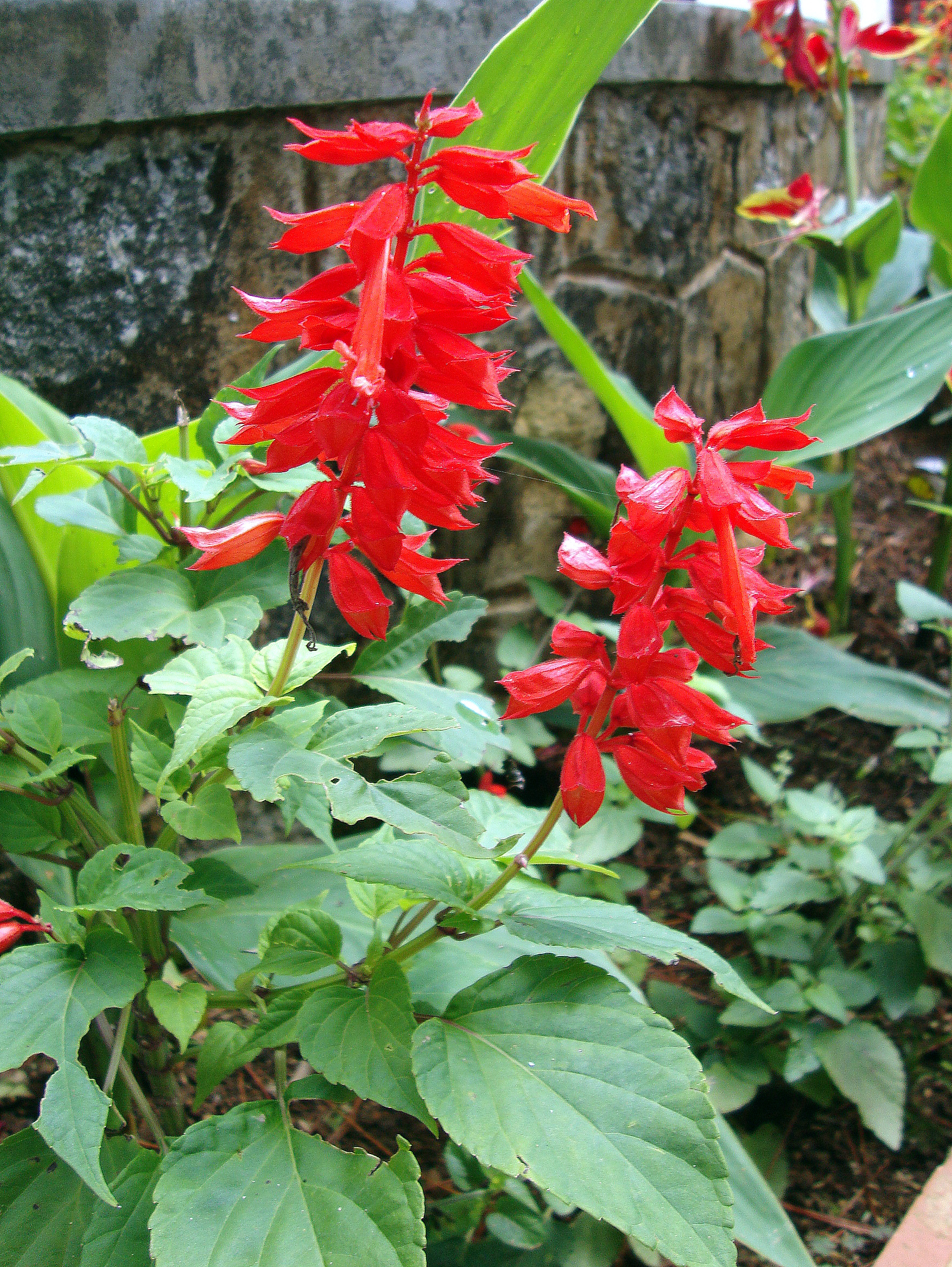
Šalvěj zářivá

- Šalvěj bílá (Salvia apiana) – světlomilný, až 1,5 m vysoký polokeř jihozápadu Severní Ameriky, pěstován jako zdroj jedlých semen americkými indiány, drcené listy byly využívány jako šampon, koření, přísada do koupele, sušené jako vykuřovadlo[61]
- Šalvěj bělokvětá (Salvia leucantha) – mohutný velmi aromatický polokeř původem ze středního Mexika, pěstován jako okrasná květina v teplém podnebí pro bílé převislé květy, které vyrůstají z chlupatých modrých nebo fialových listenů[62]
- Šalvěj bělolistá (Salvia leucophylla) – silně aromatický keř ze suchých oblastí Kalifornie a severozápadního Mexika
- Šalvěj černá (Salvia mellifera) – silně aromatický keř z Kalifornie a severozápadního Mexika
- Šalvěj divotvorná (Salvia divinorum) – víceletá bylina původní v horách jižního Mexika, mimo původní ohniska výskytu pěstována pouze vegetativně pro svůj obsah halucinogenních látek
- Šalvěj drobnolistá (Salvia microphylla) – pochází z Mexika, je to drobný keř známý pro jasně červené (někdy růžové nebo bílé) květy a jeho listy, které voní po černém rybízu a jsou užívány jako ochucovadlo čajů a jako koření[63]
- Šalvěj ekvádorská (Salvia ecuadorensis) – Ekvádor
- Šalvěj Greggova (Salvia greggii) – keř či polokeř z jižního Texasu a Mexika, podílející se na vyšlechtění mnoha atraktivních zahradních kultivarů
- Šalvěj hispánská (Salvia hispanica) – až 1 m vysoká trvalka rostoucí od jihu Severní Ameriky po centrální Mexiko, zdroj semínek chia[64]
- Šalvěj kalifornská (Salvia columbariae) – jednoletka jihozápadu Severní Ameriky, pěstována jako zdroj jedlých semen už Aztéky[65]
- Šalvěj lyrovitá (Salvia lyrata) – východní polovina USA, druh s nápadně lyrovitými listy v přízemní růžici
- Šalvěj mexická (Salvia mexicana) – Mexiko, v řadě kultivarů pěstována pro okrasu
- Šalvěj pomoučená (Salvia farinacea) – Mexiko, jih USA, často pěstována v různých okrasných kultivarech
- Šalvěj přehrnutá (Salvia reflexa ) – centrální oblasti USA, Mexiko
- Šalvěj rozkladitá (Salvia patens) – Mexiko, Střední Amerika
- Šalvěj skvostná (Salvia elegans) – původem z Mexika, přezdívaná ananasová šalvěj; široce pěstována jako okrasný keř nebo polokeř s listy, které voní jako ananas
- Šalvěj slatinná (Salvia uliginosa) – Brazílie, Argentina
- Šalvěj šarlatová (Salvia coccinea) – rozsáhlý areál od jihu USA přes Střední Ameriku po Brazílii a Argentinu; často pěstovaná okrasná a léčivá rostlina[66]
- Šalvěj zářivá (Salvia splendens) – trvalka původem z Braziílie, populární v okrasných výsadbách nebo jako hrnková rostlina (v českých podmínkách pouze jako letnička)
- Šalvěj zákrovnatá (Salvia involucrata) – druh z Mexika s nápadnými listeny v květenství, často pěstován pro okrasu

## Galerie

### Druhy přirozeně rostoucí v Česku

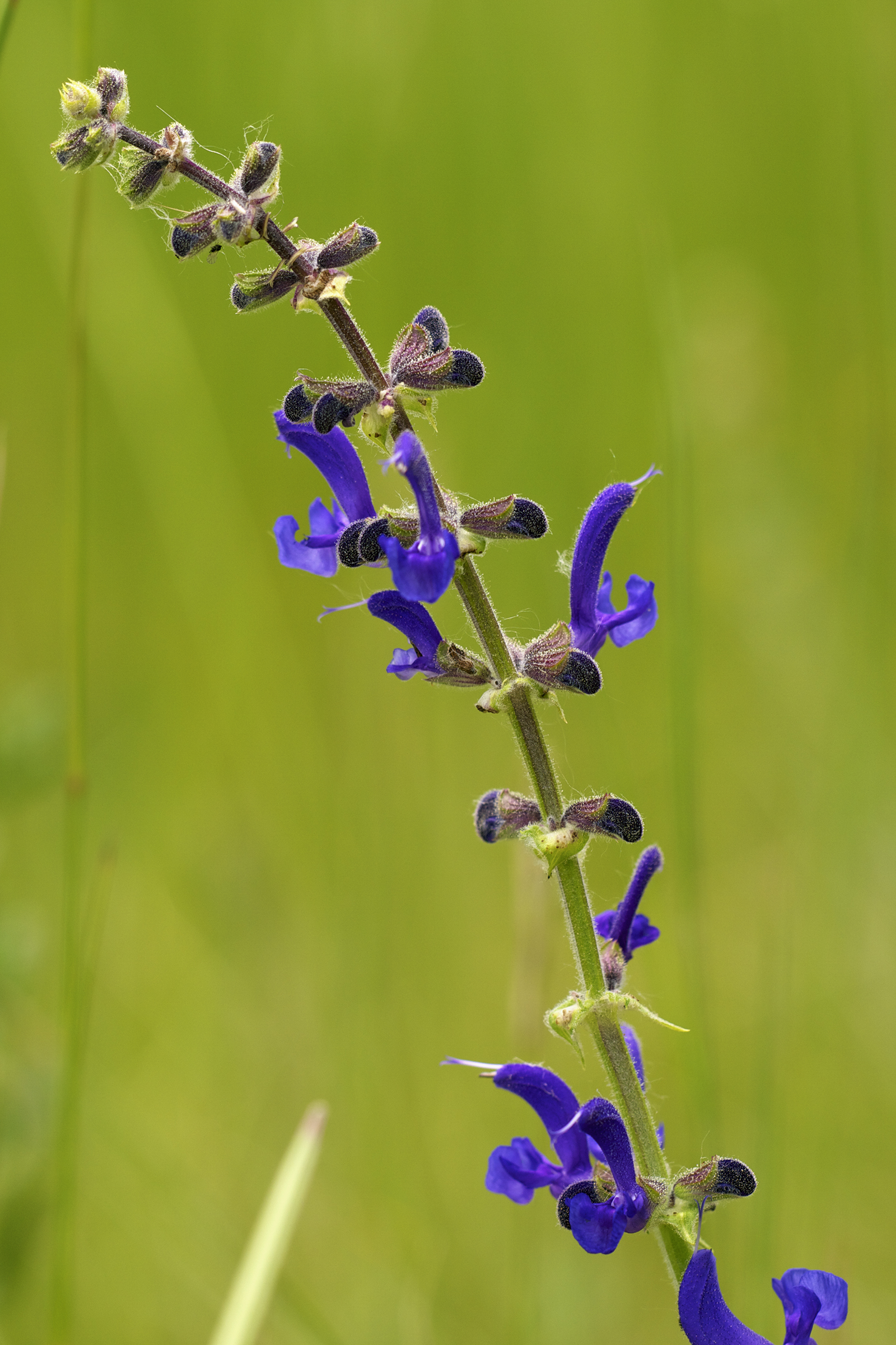
Šalvěj luční
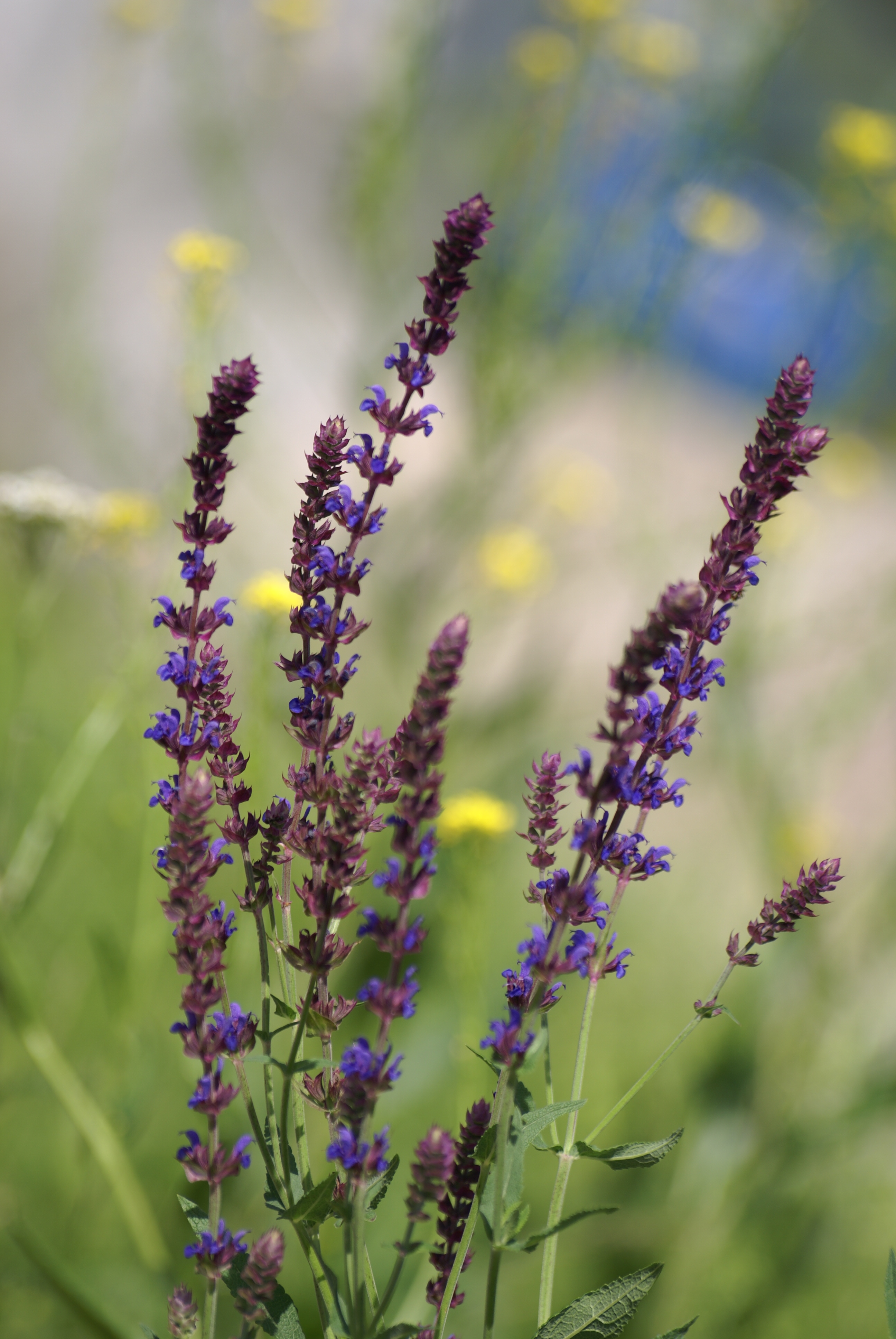
Šalvěj hajní
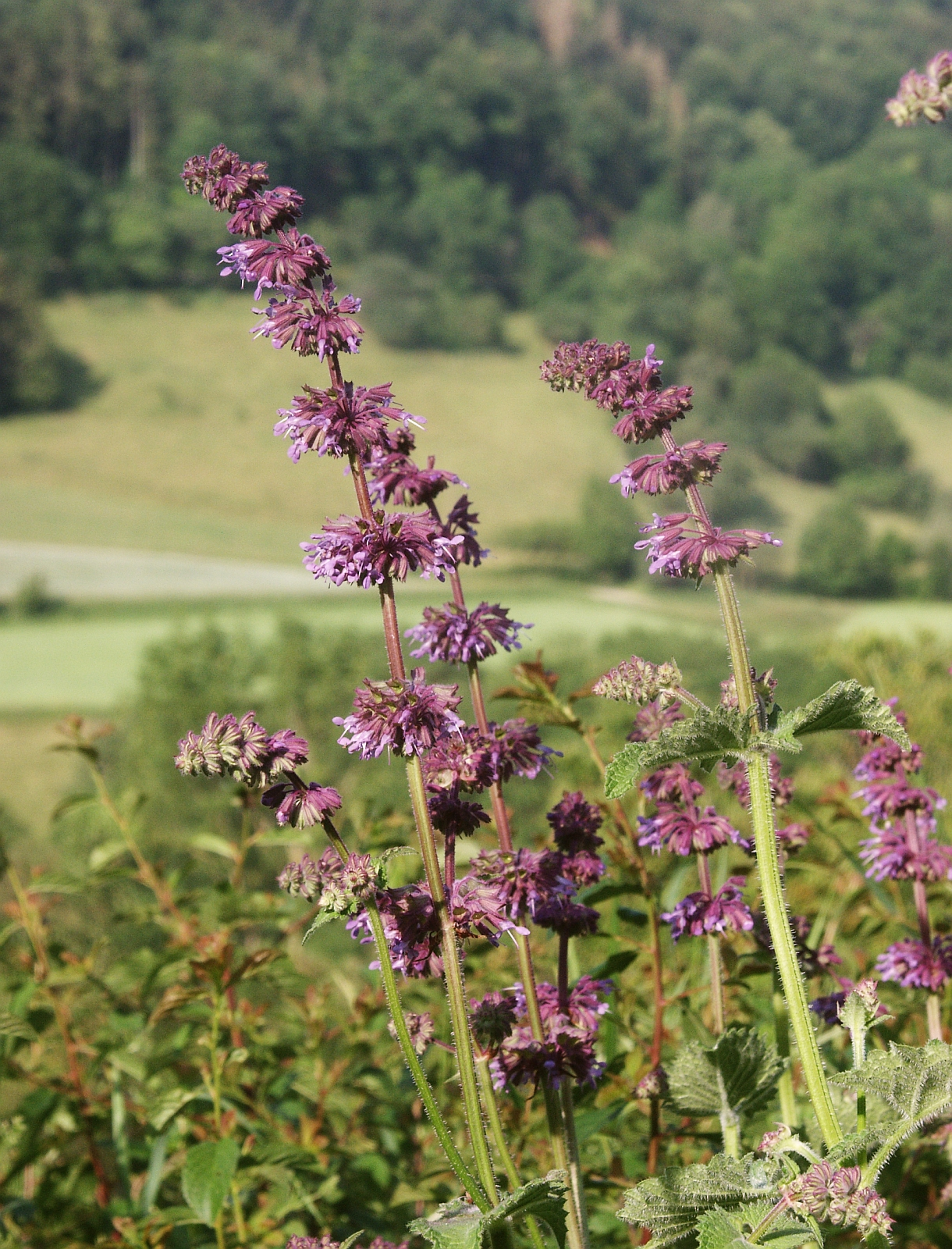
Šalvěj přeslenitá
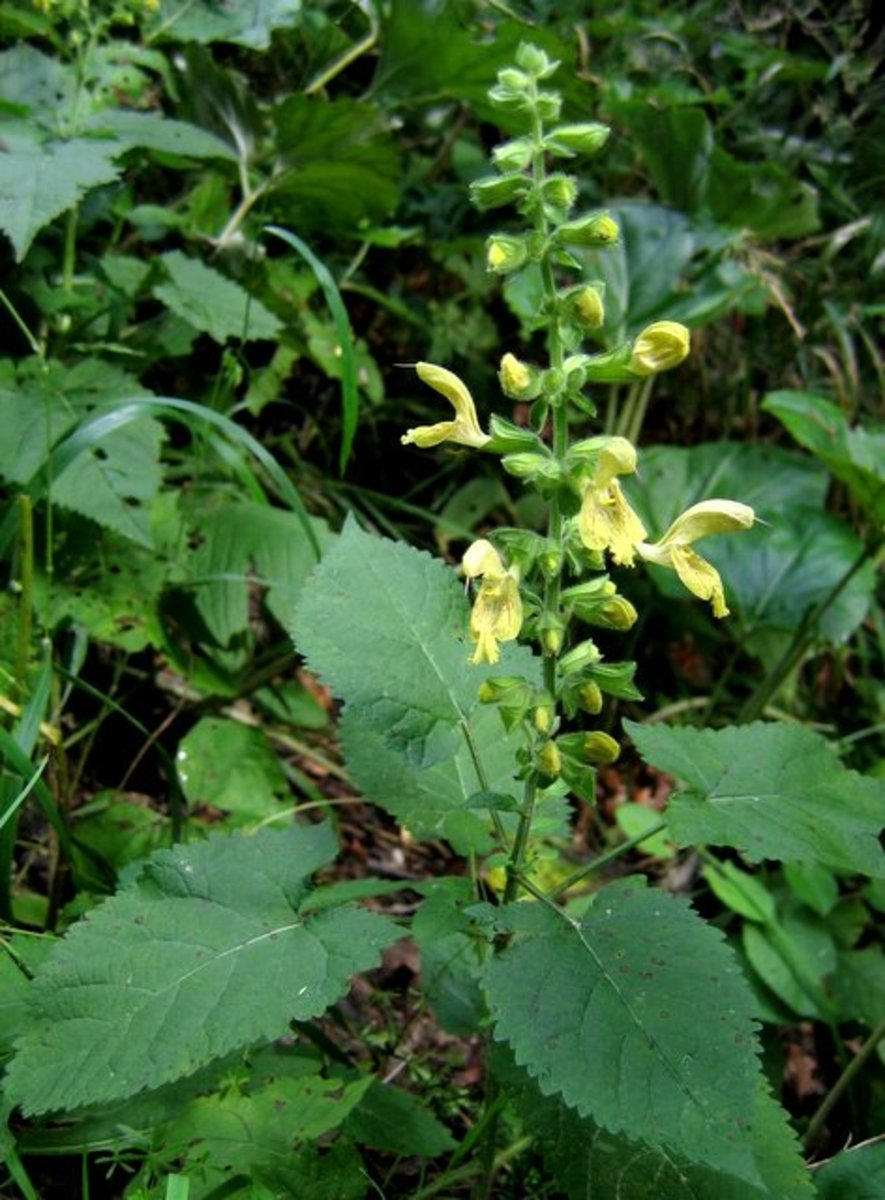
Šalvěj lepkavá
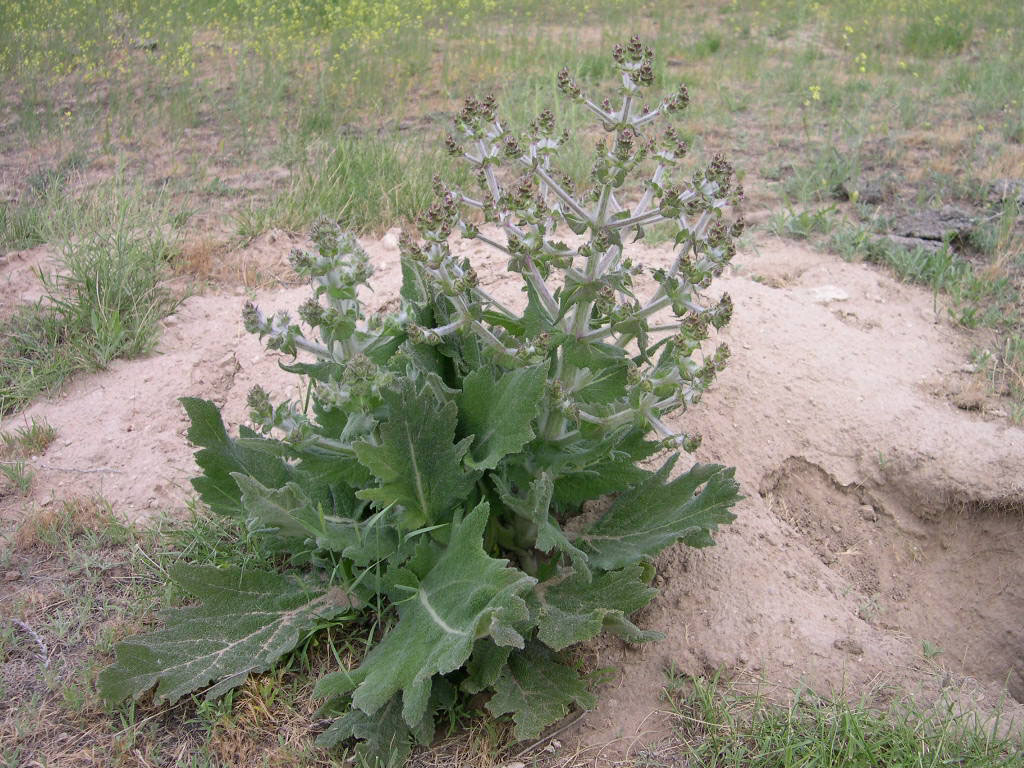
Šalvěj etiopská
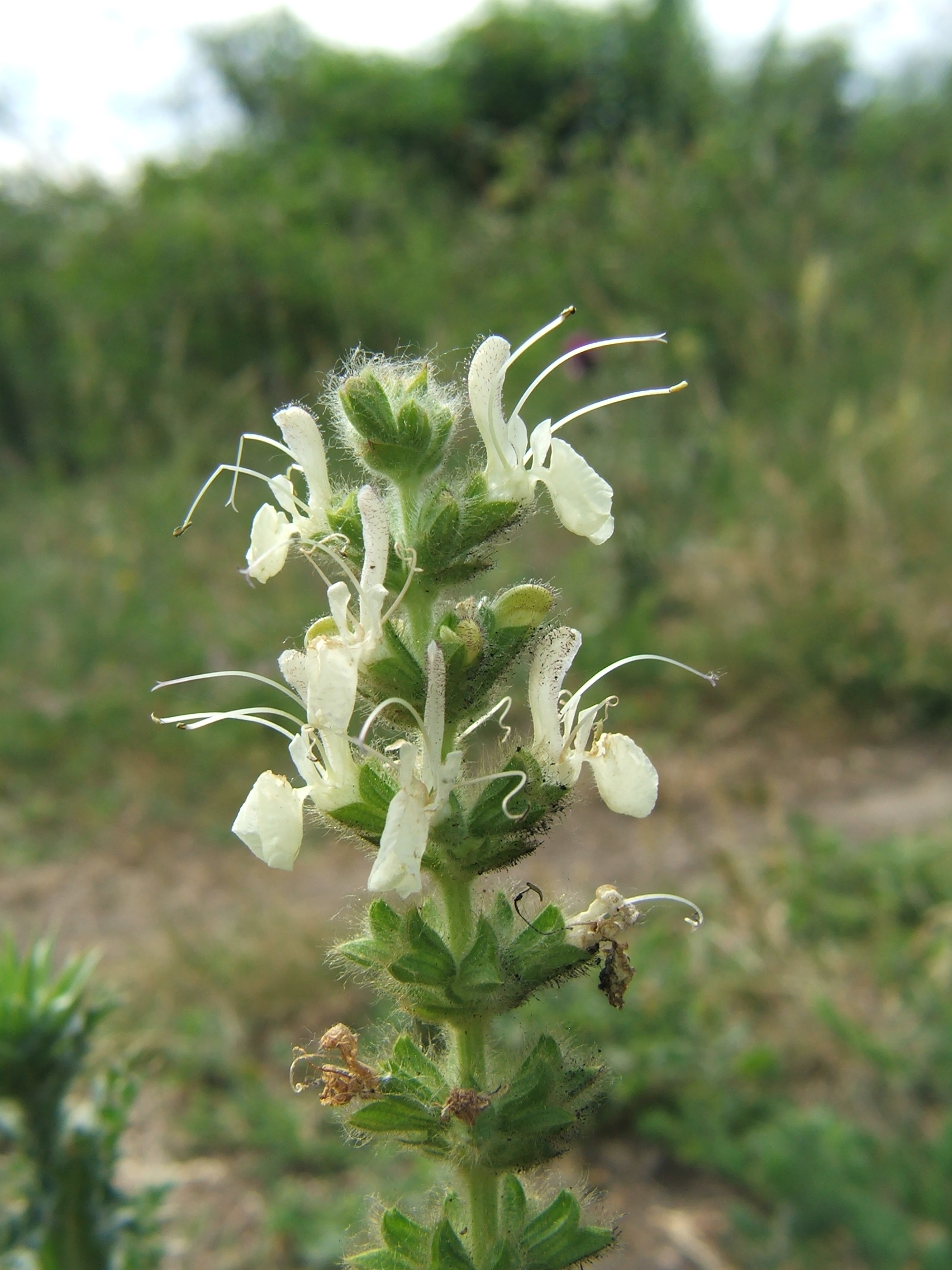
Šalvěj rakouská

### Ostatní

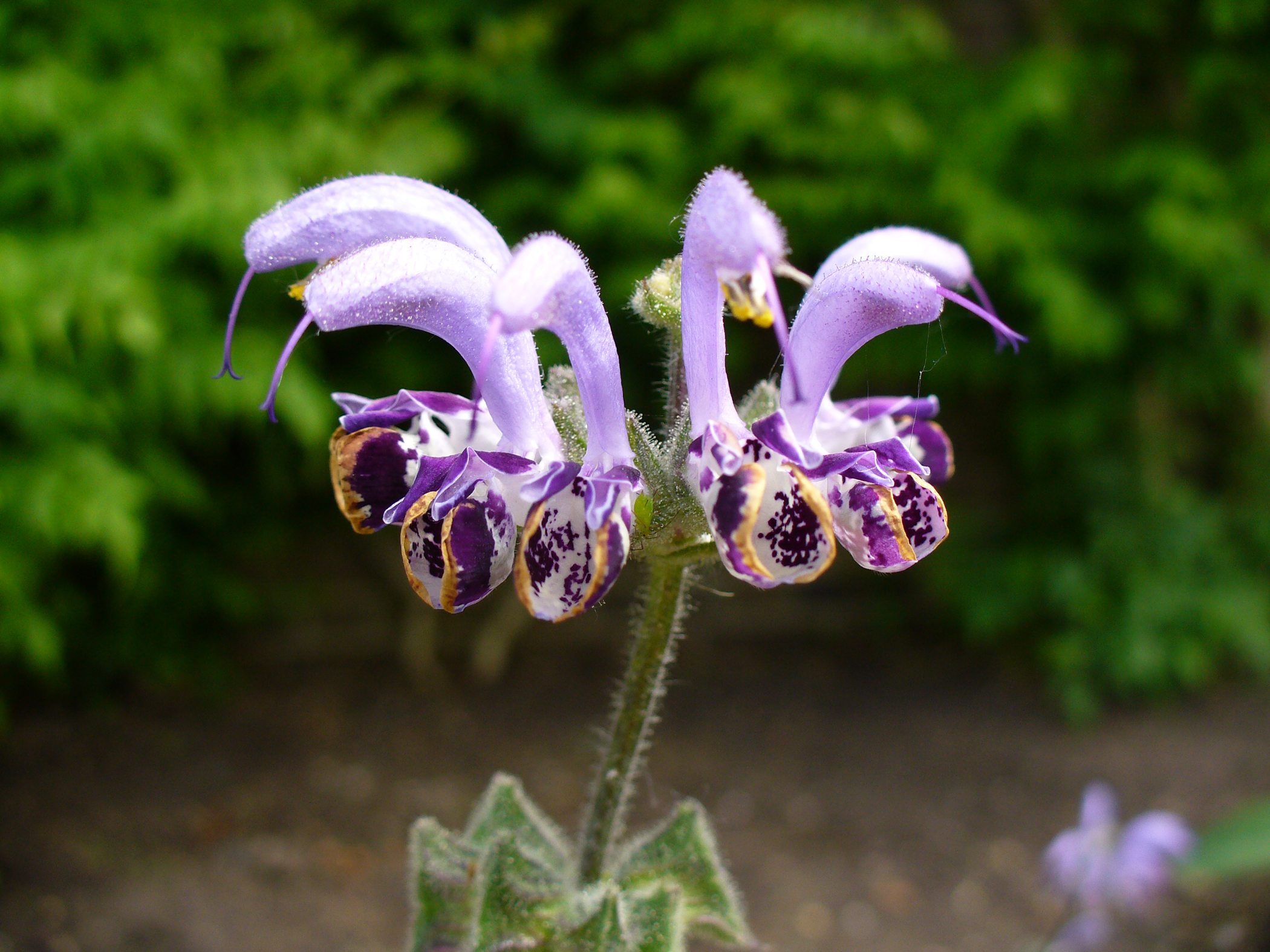
Salvia indica z jihozápadní Asie má poměrně netradiční vzhled
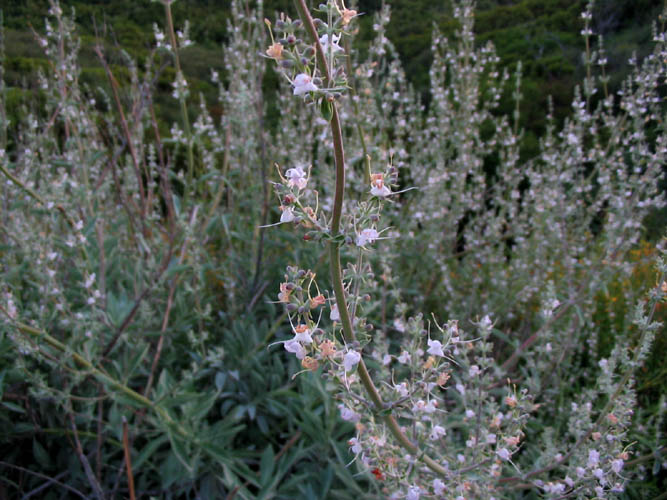
Šalvěj bílá (Salvia apiana)
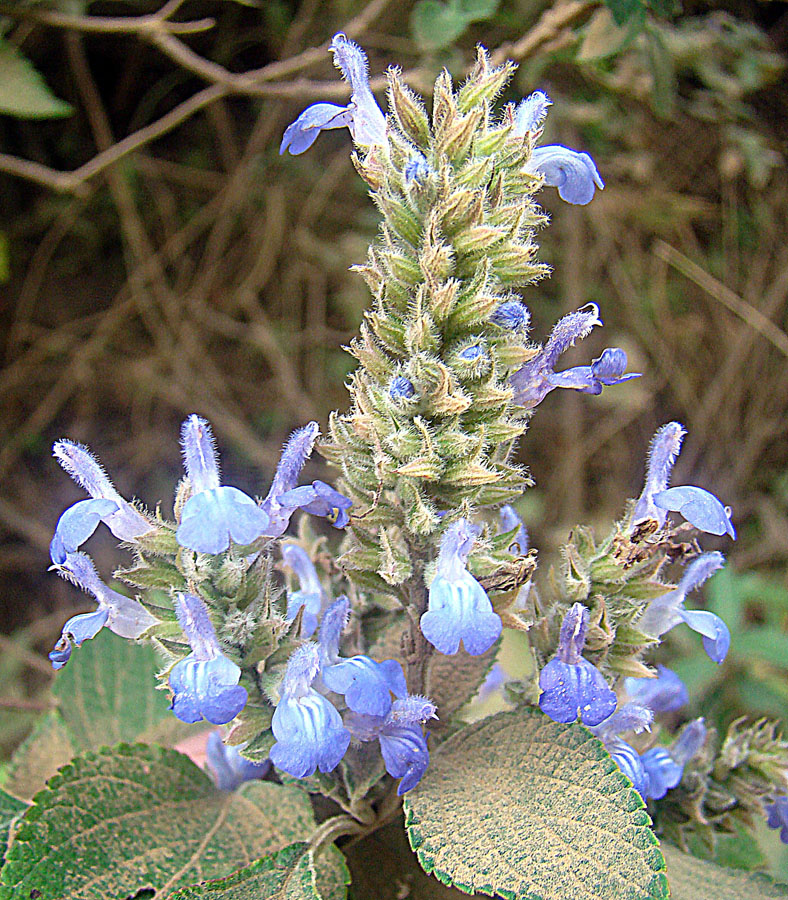
Šalvěj hispánská (Salvia hispanica), zdroj chia semínek
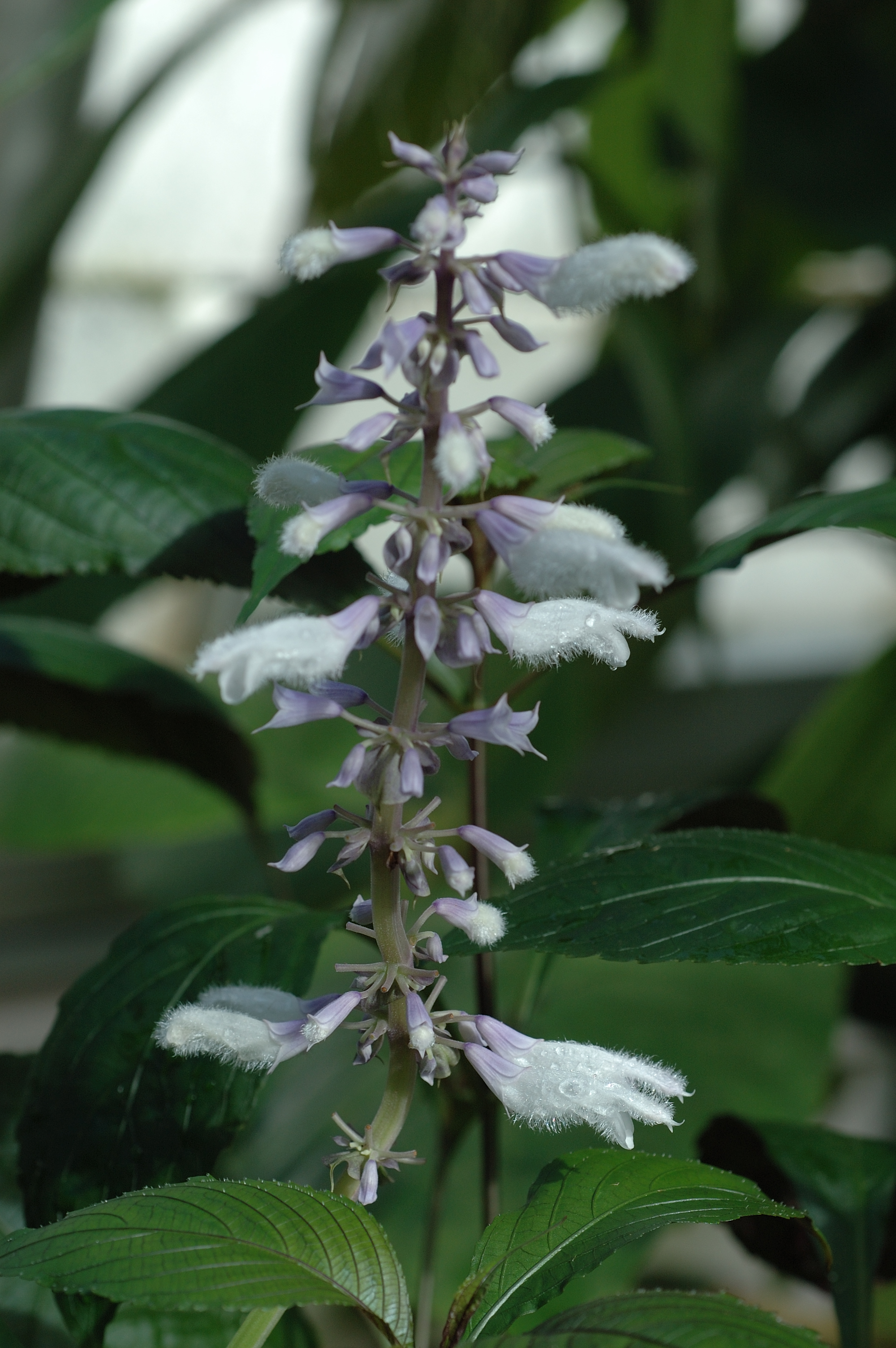
Zřídka kvetoucí šalvěj divotvorná (Salvia divinorum)
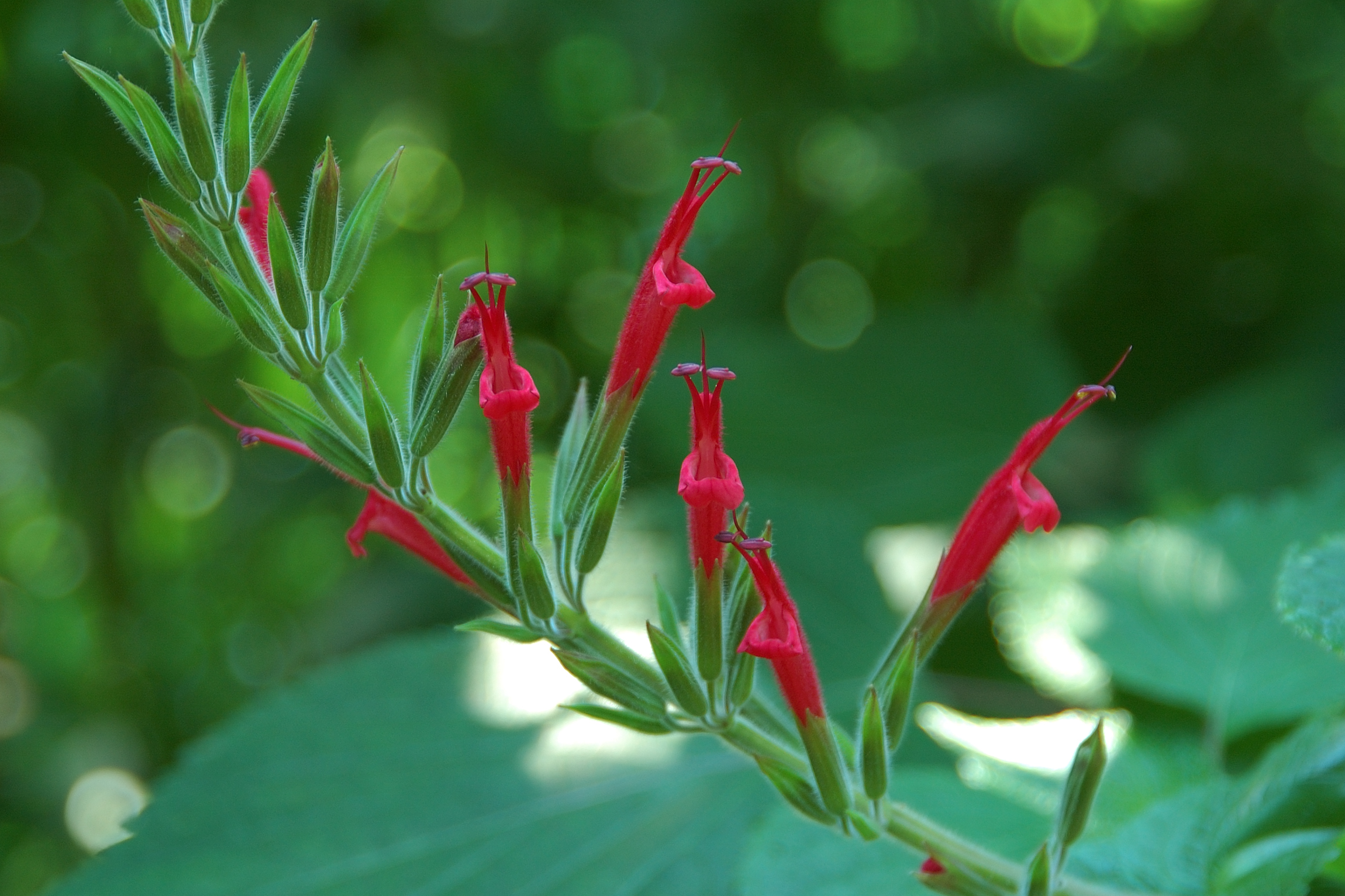
Atraktivně kvetoucí šalvěj skvostná (Salvia elegans)
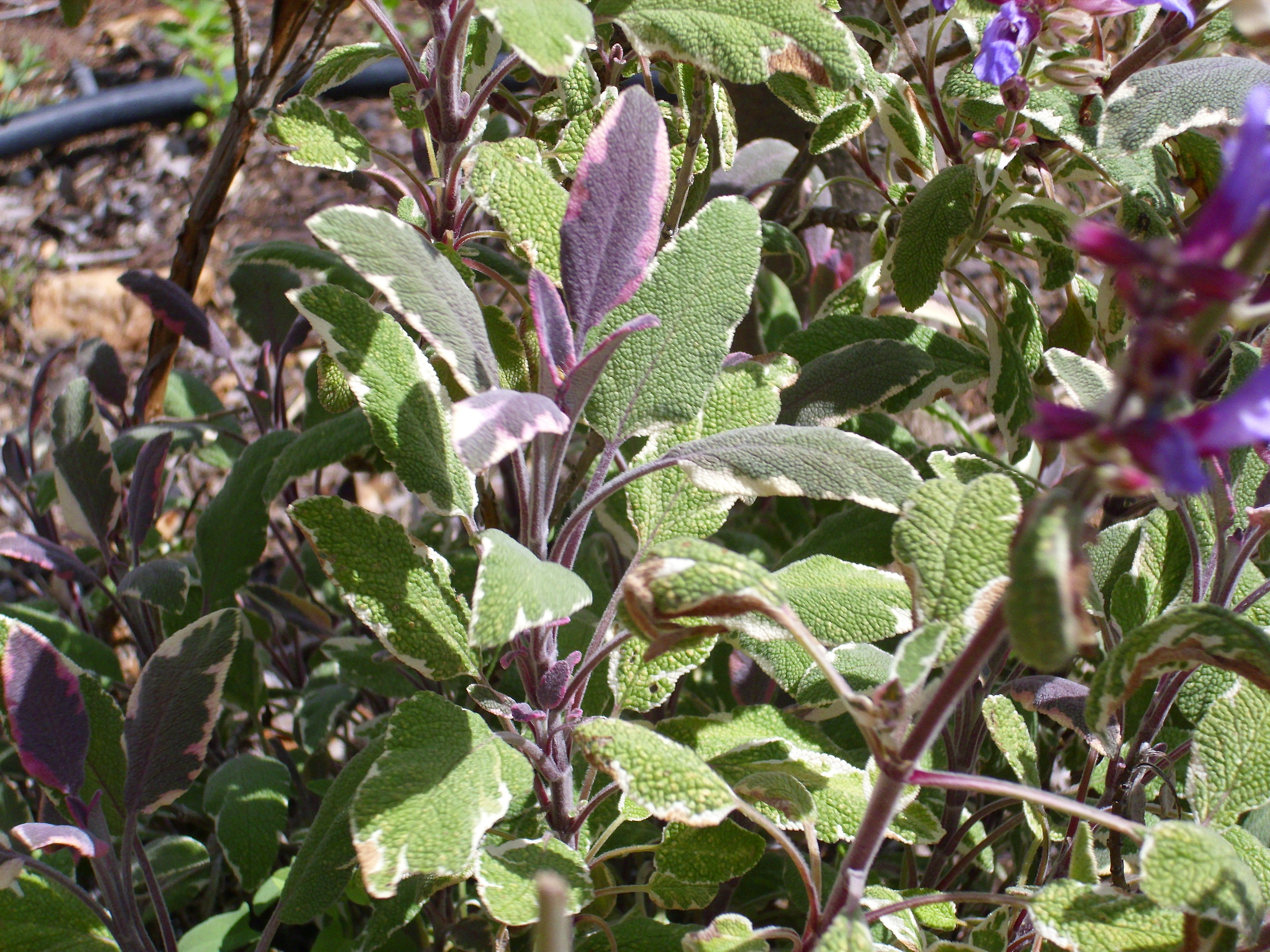
Kultivar šalvěje lékařské 'Variegata' s panašovanými listy
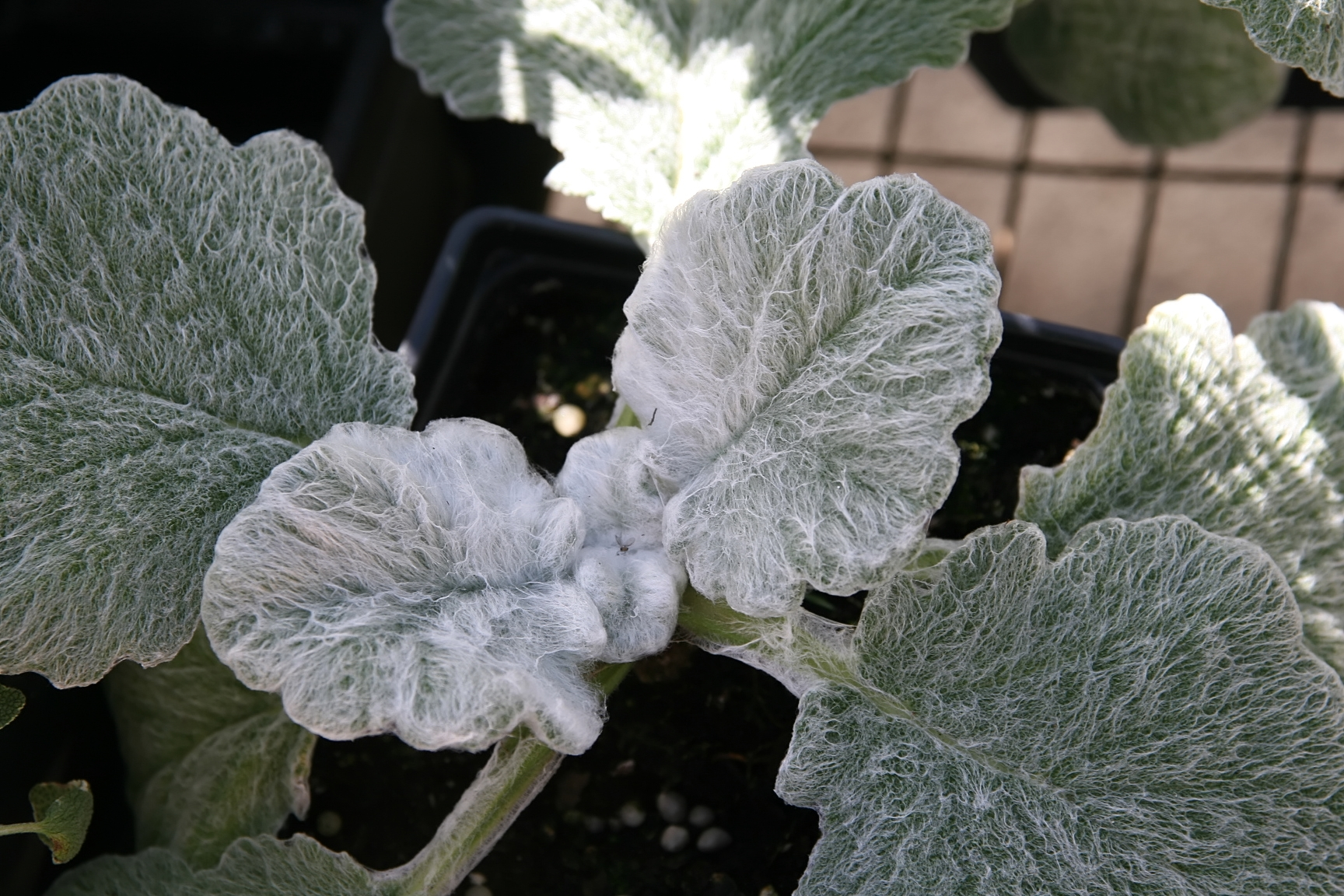
Hustě vlnaté listy šalvěje stříbřité (Salvia argentea)
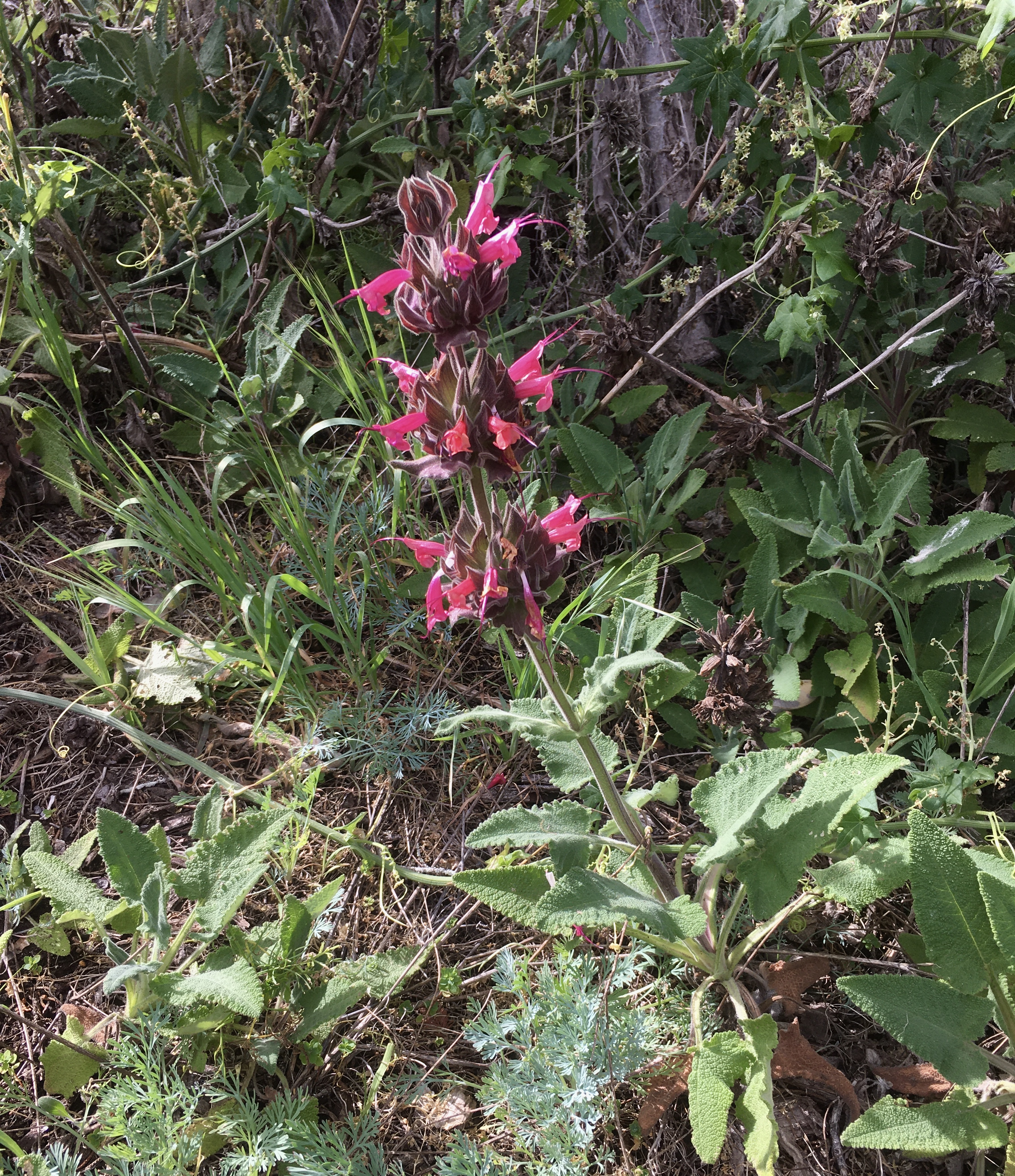
Salvia spathacea (Kalifornie)
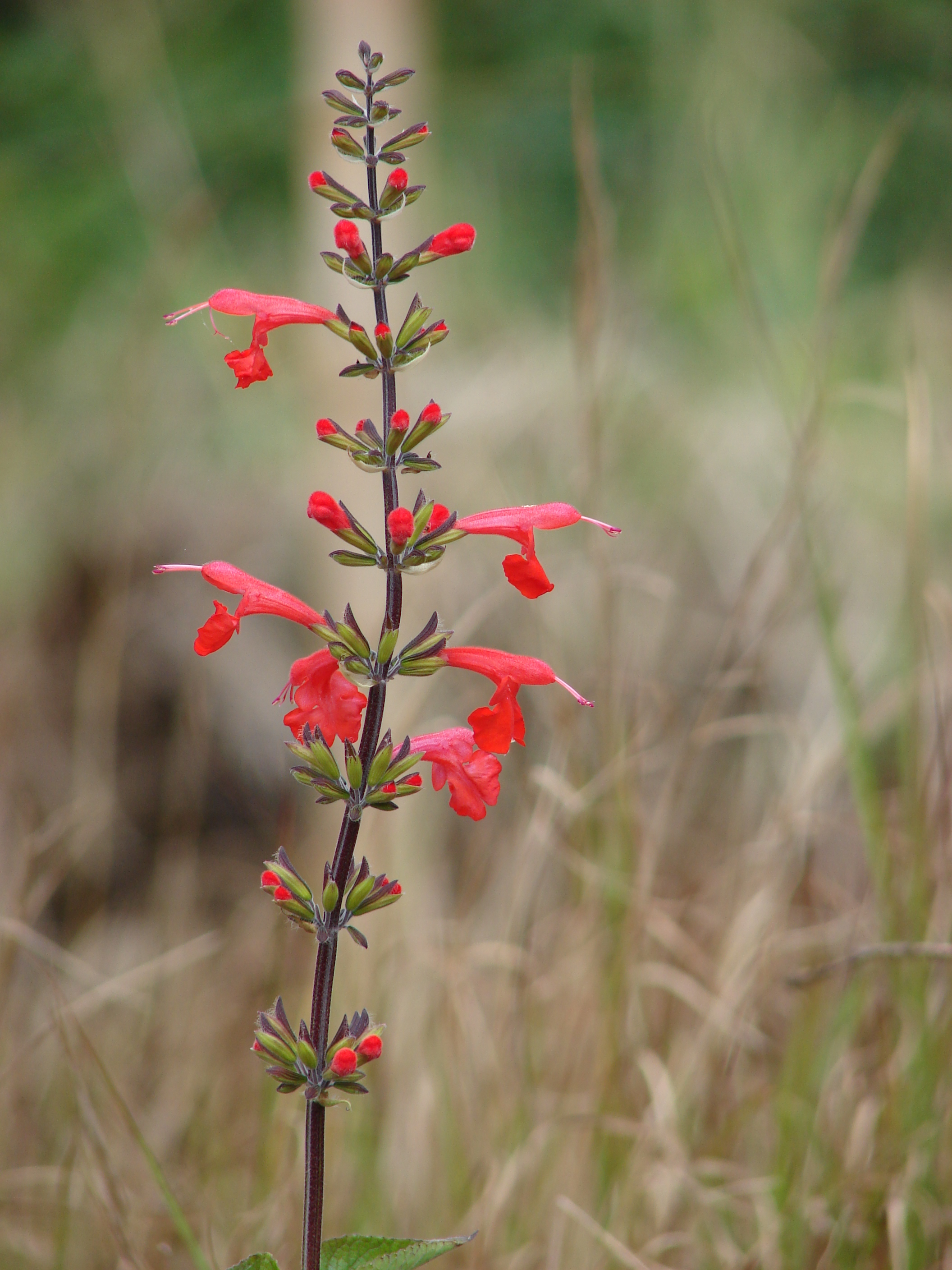
Šalvěj šarlatová (Salvia coccinea)
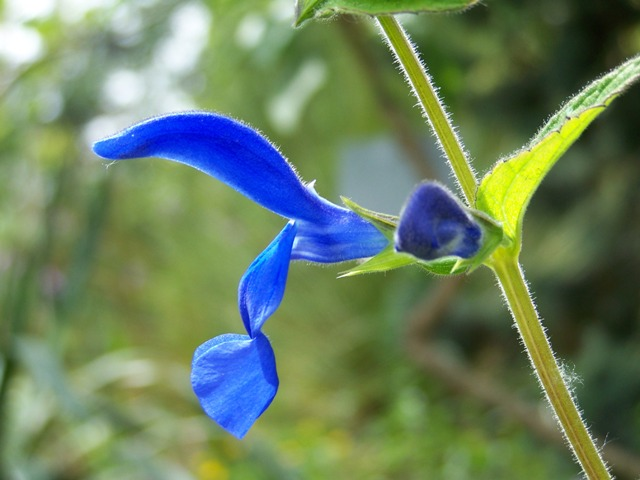
Šalvěj rozkladitá (Salvia patens)
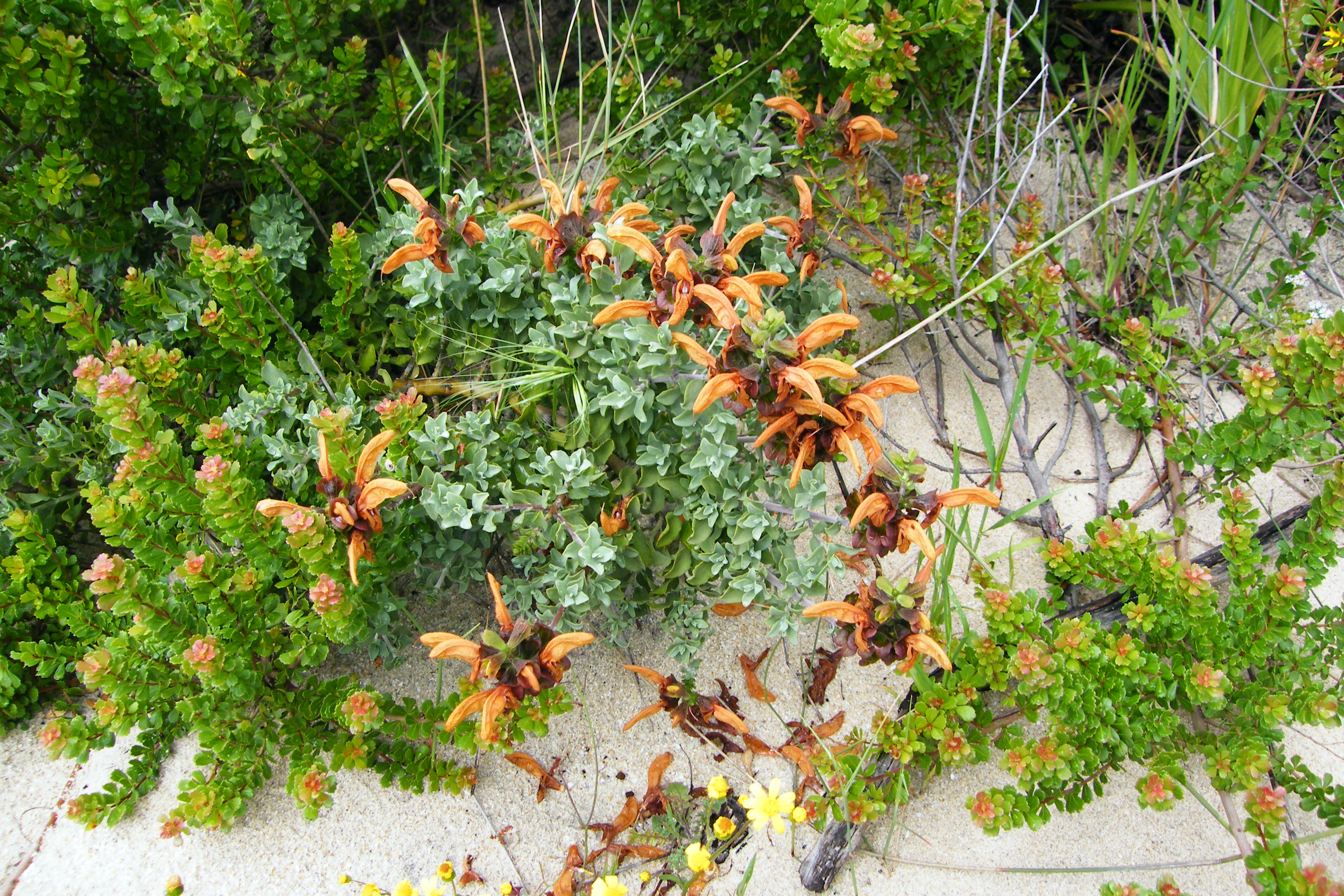
Šalvěj zlatá (Salvia africana-lutea)
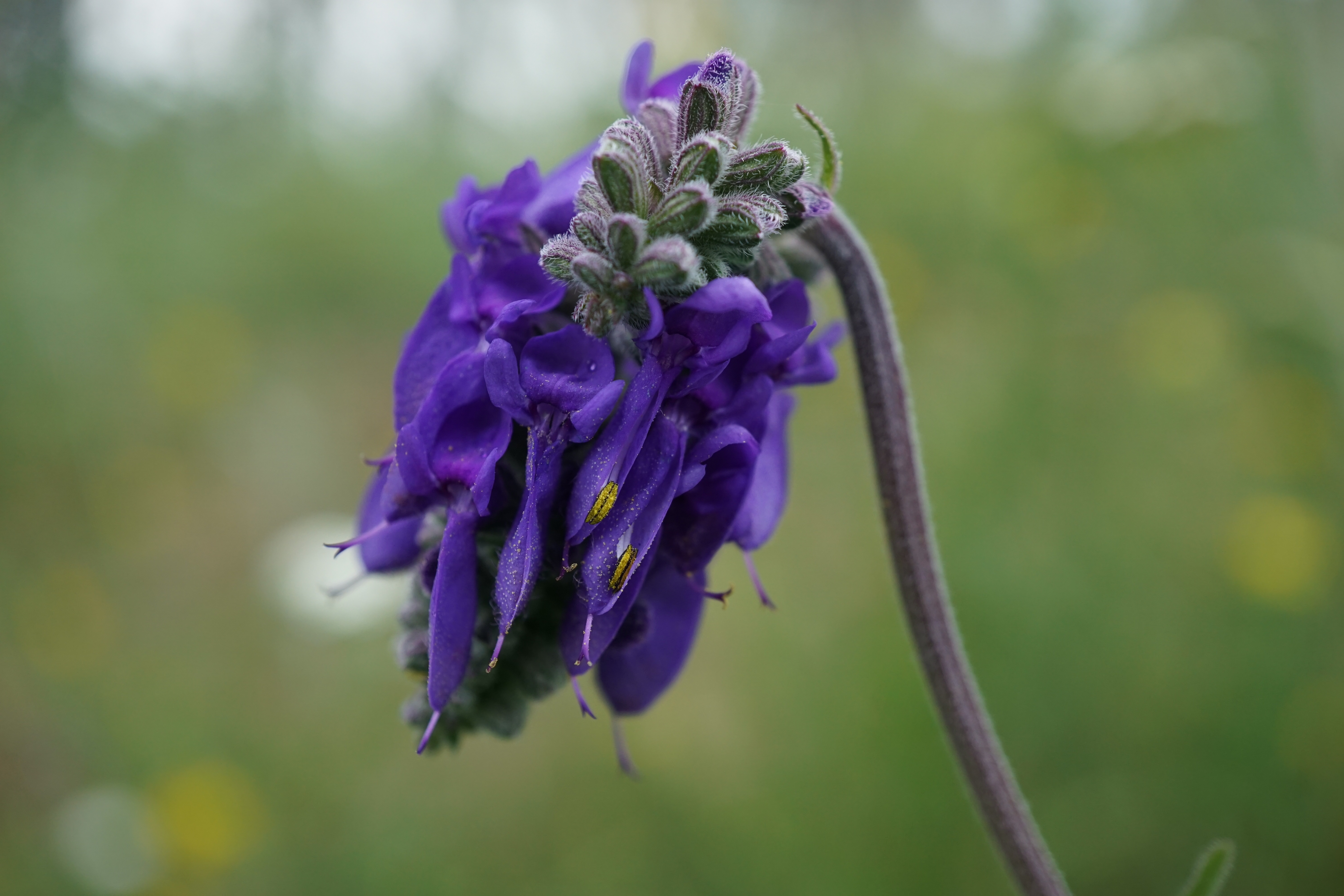
Šalvěj nicí (Salvia nutans)
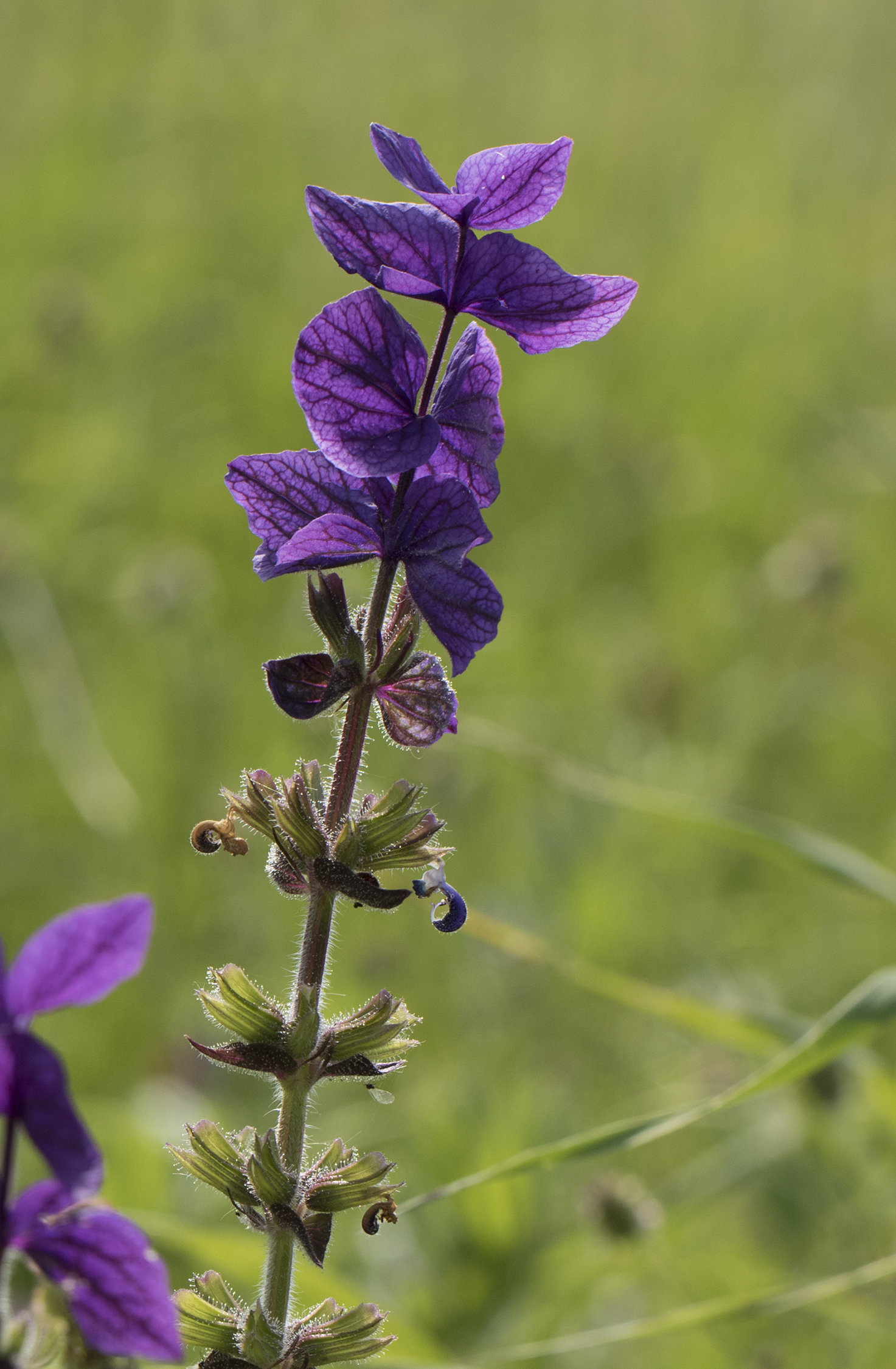
Kulturní forma šalvěje zahradní (Salvia viridis) s nápadnými barevnými listeny
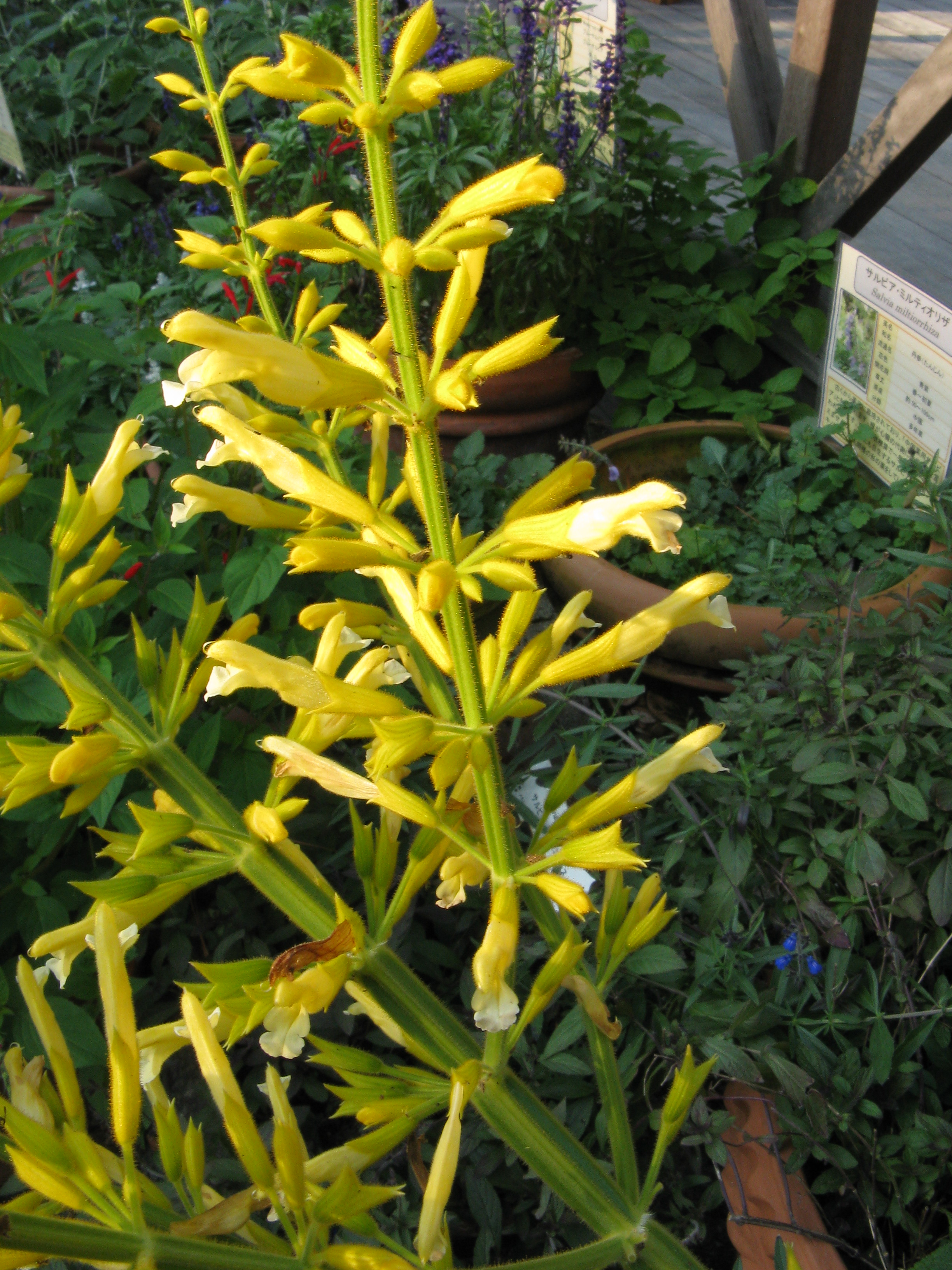
Salvia madrensis (Mexiko)
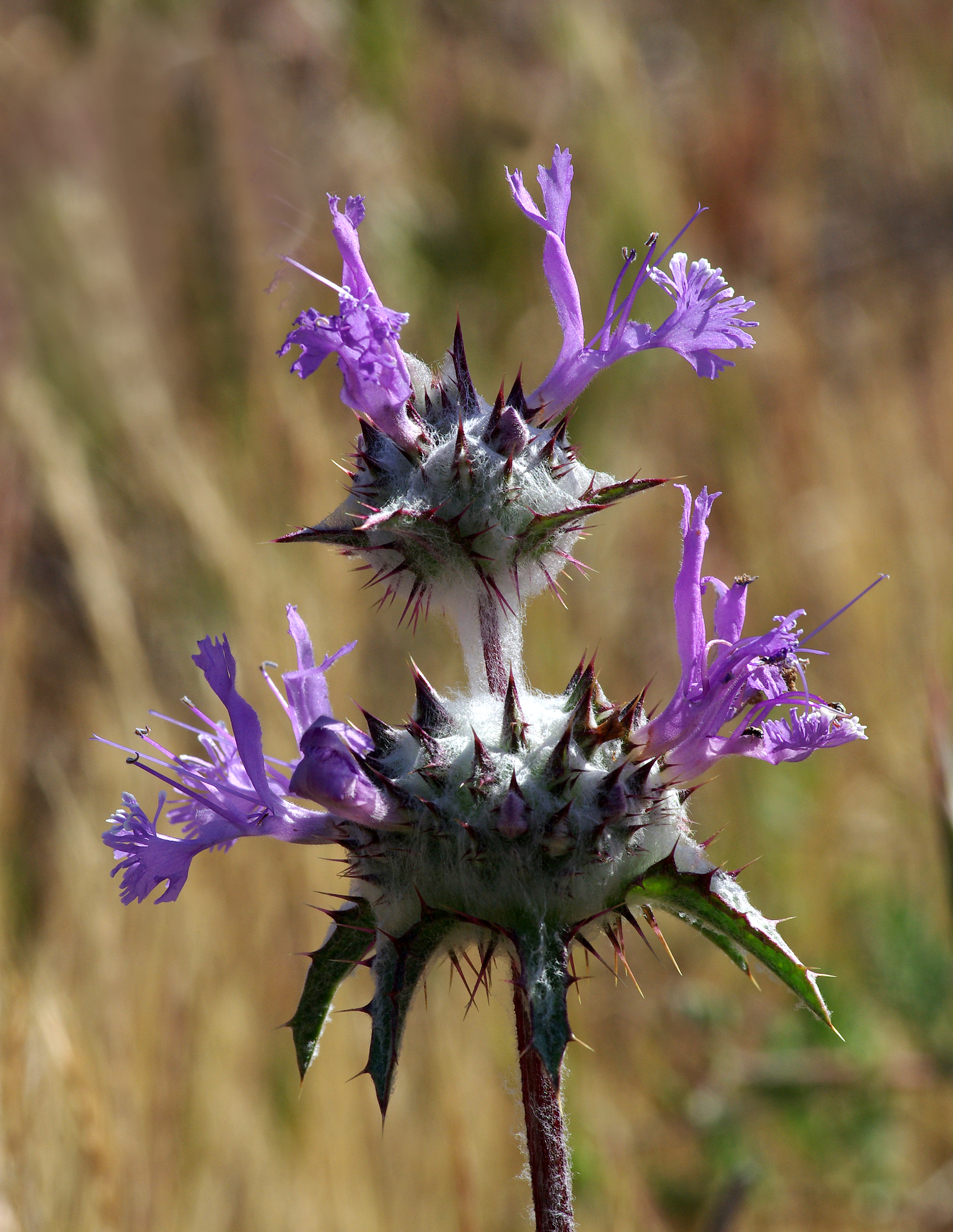
Salvia carduacea (Kalifornie a Mexiko) s ostnitými listeny
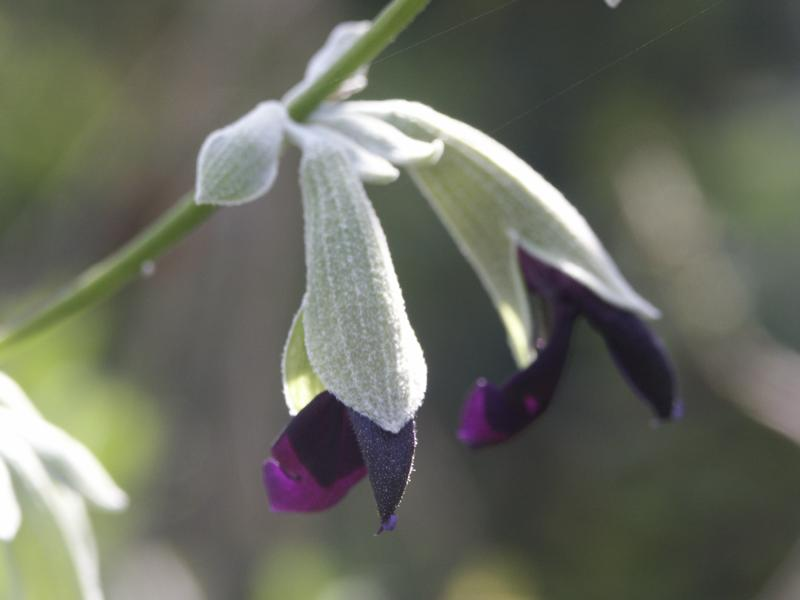
Tmavé korunní plátky u Salvia discolor kontrastují se stříbrně chlupatými kalichy (Peru)